# ウルトラマン一覧
ウルトラマン一覧（ウルトラマンいちらん）は、ウルトラシリーズに登場するウルトラマンの一覧である。
以下、作品別に記述するほか、複数の作品に登場するウルトラマンは初登場作品に記述する。
M78星雲光の国（ウルトラの星）をはじめとして様々な惑星から地球を訪れ（ガイアやアグルなどのように地球出身のウルトラマンも存在する）、その多くは地球のために怪獣や異星人などの侵略者と戦う。そのこともあり、媒体によってはウルトラマンたちに共通する呼称として、ウルトラ戦士（ウルトラせんし）やウルトラヒーローという表記も散見される。
なお、ウルトラマンによっては身長の設定に大きな差異がある。例を挙げると、初代ウルトラマンは40メートル、ウルトラマングレートは60メートルと、20メートルもの差異があるが、後年の作品などで並び立つ際にはこの設定が無視され、どのウルトラマンもほぼ同様の身長として描かれることが多い。

## ウルトラマン
多くの作品では、『帰ってきたウルトラマン』から『ウルトラマン80』、『ウルトラマンメビウス』が同一の世界と設定されるが、それとは別の設定の作品もあるため、節に分けておく。
- 太字は作品の主人公。
- リンクのあるキャラクターは、個別記事のあるキャラクター。

| ウルトラマン名                               | 出身                             | 使用武器・道具                                                               | 主な必殺技 | 変身器具         | 憑依した人間                                                    | 変身した人間                                                     | 備考                  |
| -------------------------------------------- | -------------------------------- | ---------------------------------------------------------------------------- | --- | ---------------- | --------------------------------------------------------------- | ---------------------------------------------------------------- | --------------------- |
| 『ウルトラマン』                             |                                  |                                                                              | |                  |                                                                 |                                                                  |                       |
| ウルトラマン （初代ウルトラマン / 初代マン） | M78星雲・光の国 （ウルトラの星） | ウルトラマント（ブラザーズマント）                                           | スペシウム光線 ウルトラスラッシュ（八つ裂き光輪） ウルトラアタック光線 スラッシュ光線 ウルトラ水流 ウルトラスペリオル スペリオルマイスフラッシャー エクセレント・リフレクション （以下3点は8兄弟合体技） | ベーターカプセル | ハヤタ・シン（早田 進） （本人） 荒恒 修平 男子バレーボール部員 | ハヤタ・シン（早田 進） （本人） ハヤタ･シン（早田 進） （擬態） | [ 注釈 5 ] [ 注釈 6 ] |
| ノアの神                                     | 不明                             | 不明                                                                         | 不明 | 不明             | 不明                                                            | 不明                                                             | [ 注釈 7 ]            |
| ゾフィー                                     | M78星雲・光の国 （ウルトラの星） | ウルトラコンバーター ウルトラマジックレイ ウルトラマント（ブラザーズマント） | M87光線 Z光線 ウルトラフロスト | なし             | 大谷博士 男子バレーボール部員 サコミズ・シンゴ                  | なし                                                             |                       |

## ウルトラセブン / 平成ウルトラセブン / ULTRASEVEN X
多くの作品では、『帰ってきたウルトラマン』から『80』、『メビウス』が同一の世界と設定されるが、それとは別の設定の作品もあるため、節に分けておく。本作品と関係の深い『平成ウルトラセブン』と『ULTRASEVEN X』についても含む。
- 太字は作品の主人公。
- リンクのあるキャラクターは、個別記事のあるキャラクター。

| ウルトラマン名         | 出身                                                       | 使用武器・道具 | 主な必殺技 | 変身器具     | 憑依した人間                   | 変身した人間（変身者）                              | 備考        |
| ---------------------- | ---------------------------------------------------------- | --- | --- | ------------ | ------------------------------ | --------------------------------------------------- | ----------- |
| 『ウルトラセブン』     |                                                            | | |              |                                |                                                     |             |
| ウルトラセブン         | M78星雲・光の国 （ウルトラの星）                           | アイスラッガー カプセル怪獣（ウインダム、ミクラス、アギラ） 怪獣ボール（セブンガー） ウルトラマント（ブラザーズマント） | エメリウム光線 ワイドショット ウルトラスペリオル スペリオルマイスフラッシャー エクセレント・リフレクション （以下3点は8兄弟合体技） | ウルトラアイ | 北島 哲也 男子バレーボール部員 | モロボシ・ダン（諸星 弾）                           | [ 注釈 6 ]  |
| セブン上司             | M78星雲・光の国 （ウルトラの星）                           | | 不明 | なし         | なし                           | なし                                                | [ 注釈 12 ] |
| 『平成ウルトラセブン』 |                                                            | | |              |                                |                                                     |             |
| ウルトラセブン         | M78星雲・光の国                                            | アイスラッガー カプセル怪獣（ウインダム、ミクラス）                                                                     | エメリウム光線 ワイドショット ネオワイドショット リュウ弾ショット                                                                   | ウルトラアイ | カザモリ・マサキ （本人）      | モロボシ・ダン（諸星 弾） カザモリ・マサキ （擬態） |             |
| 『ULTRASEVEN X』       |                                                            | | |              |                                |                                                     |             |
| ULTRASEVEN X           | 『SEVEN X』で描かれる世界とは違う世界にあるM78星雲・光の国 | アイスラッガー | ワイドショット エメリウム光線 ウルトラインパルス ウルトラエルボー                                                                   | ウルトラアイ | ジン                           | モロボシ・ダン（諸星 弾）                           |             |

## 帰ってきたウルトラマン - ウルトラマン80
『帰ってきたウルトラマン』で『ウルトラマン』と『ウルトラセブン』が同一の世界とされた。その後、『ウルトラマン80』までが同一の世界とされている。ただし、『ウルトラマン80』ではウルトラ兄弟は登場しない。
- 太字は作品の主人公。
- リンクのあるキャラクターは、個別記事のあるキャラクター。
- 『ウルトラマン』に登場した作品は、#ウルトラマンを参照。
- 『ウルトラセブン』に登場した作品は、#ウルトラセブン / 平成ウルトラセブン / ULTRASEVEN Xを参照。

| ウルトラマン名                                                                         | 出身                             | 使用武器・道具                                                                         | 主な必殺技 | 変身器具                                          | 憑依した人間                                              | 変身した人間（変身者）          | 備考        |
| -------------------------------------------------------------------------------------- | -------------------------------- | -------------------------------------------------------------------------------------- | --- | ------------------------------------------------- | --------------------------------------------------------- | ------------------------------- | ----------- |
| 『帰ってきたウルトラマン』                                                             |                                  |                                                                                        | |                                                   |                                                           |                                 |             |
| ウルトラマンジャック （帰ってきたウルトラマン） （新ウルトラマン） （ウルトラマン2世） | M78星雲・光の国 （ウルトラの星） | ウルトラブレスレット ウルトラマント（ブラザーズマント）                                | スペシウム光線 シネラマショット 流星キック ウルトラスパーク ウルトラランス ウルトラスペリオル スペリオルマイスフラッシャー エクセレント・リフレクション （以下3点は8兄弟合体技）    | なし                                              | 郷 秀樹 （本人） 南原 忠男 男子バレーボール部員           | 郷 秀樹 （本人）                | [ 注釈 6 ]  |
| 『ウルトラマンA』                                                                      |                                  |                                                                                        | |                                                   |                                                           |                                 |             |
| ウルトラマンA （ウルトラマンエース）                                                   | M78星雲・光の国 （ウルトラの星） | ウルトラコンバーター ウルトラマント（ブラザーズマント）                                | メタリウム光線 ウルトラギロチン ヴァーチカルギロチン スペースQ ウルトラナイフ ウルトラスペリオル スペリオルマイスフラッシャー エクセレント・リフレクション （以下3点は8兄弟合体技） | ウルトラリング                                    | 北斗 星司 （本人） & 南 夕子 上野 孝 男子バレーボール部員 | 北斗 星司 （本人）              | [ 注釈 6 ]  |
| ウルトラの父 （ウルトラマンケン）                                                      | M78星雲・光の国 （ウルトラの星） | ウルトラアレイ ウルトラフェザー ウルトラクラウン ウルティメイトブレード ウルトラマント | ファザーショット クレセントショット | なし                                              | なし                                                      | サンタクロース                  |             |
| 『ウルトラマンタロウ』                                                                 |                                  |                                                                                        | |                                                   |                                                           |                                 |             |
| ウルトラマンタロウ                                                                     | M78星雲・光の国 （ウルトラの星） | タロウブレスレット キングブレスレット ウルトラマント（ブラザーズマント）               | ストリウム光線 ウルトラダイナマイト アトミックパンチ コスモミラクル光線 （スーパーウルトラマンの技）                                                                                | ウルトラバッジ                                    | 東 光太郎 （本人） 男子バレーボール部員                   | 東 光太郎 （本人）              | [ 注釈 15 ] |
| ウルトラの母 （ウルトラウーマンマリー）                                                | M78星雲・光の国 （ウルトラの星） | ウルトラマント                                                                         | マザー破壊光線 マザー光線 マザーシャワー 銀十字光線 マミー光線 | なし                                              | なし                                                      | 緑のおばさん                    |             |
| 『ウルトラマンレオ』                                                                   |                                  |                                                                                        | |                                                   |                                                           |                                 |             |
| ウルトラマンレオ                                                                       | 獅子座L77星                      | レオヌンチャク ウルトラマント レオブレラ（ウルトラマントが変形したもの） ウルトラキー  | レオキック シューティングビーム ウルトラダブルフラッシャー （アストラとの合体技） 幻獣覇王拳 （アストラ、レグロスとの合体技）                                                       | レオリング                                        | なし                                                      | おゝとり ゲン （おおとり ゲン） |             |
| アストラ                                                                               | 獅子座L77星                      | ウルトラキー                                                                           | アストラキック ウルトラリダクション ウルトラダブルフラッシャー （レオとの合体技） 幻獣覇王拳 （レオ、レグロスとの合体技）                                                           | なし                                              | なし                                                      | なし                            |             |
| ウルトラマンキング                                                                     | M78星雲・キング星                | キングハンマー ウルトラマント                                                          | キングフラッシャー 洗礼光線 | なし                                              | なし                                                      | なし                            |             |
| 『ウルトラマン80』                                                                     |                                  |                                                                                        | |                                                   |                                                           |                                 |             |
| ウルトラマン80                                                                         | M78星雲・光の国 （ウルトラの星） |                                                                                        | サクシウム光線 バックルビーム ムーンサルトキック ガッツパワー光線 | ブライトスティック （ウルトラブライトスティック） | なし                                                      | 矢的 猛                         |             |
| 光の巨人                                                                               | 不明                             | 不明                                                                                   | 不明 | 不明                                              | 不明                                                      | 不明                            | [ 注釈 18 ] |
| ユリアン                                                                               | M78星雲・光の国 （ウルトラの星） | メディカルガン                                                                         | プリンセスレイ ウルトラフラッシュ ダブルパワー （80との合体技） | ブライトブレスレット                              | なし                                                      | 星 涼子                         |             |

## ウルトラマンG / ウルトラマンパワード
- 太字は主人公。2者とも劇中では「ウルトラマン」と呼称されて、「グレート」や「パワード」とは呼ばれない。

| ウルトラマン名           | 出身                  | 主な必殺技                                         | 変身器具           | 憑依した人間       | 備考        |
| ------------------------ | --------------------- | -------------------------------------------------- | ------------------ | ------------------ | ----------- |
| 『ウルトラマンG』        |                       |                                                    |                    |                    |             |
| ウルトラマングレート     | M78星雲・ウルトラの星 | バーニングプラズマ グレートスライサー ディゾルバー | デルタプラズマー   | ジャック・シンドー |             |
| 『ウルトラマンパワード』 |                       |                                                    |                    |                    |             |
| ウルトラマンパワード     | M78星雲・ウルトラの星 | メガ・スペシウム光線 パワードスラッシュ            | フラッシュプリズム | ケンイチ・カイ     |             |
| エルドラの神             | 不詳                  | 不詳                                               | 不詳               | 不詳               | [ 注釈 20 ] |
| M78星雲人                | 不詳                  | 不詳                                               | 不詳               | 不詳               | [ 注釈 21 ] |

## ウルトラマンネオス
| ウルトラマン名         | 出身                             | 主な必殺技                                                                | 変身器具                    | 憑依した人間                 | 変身した人間                                                                                           | 備考 |
| ---------------------- | -------------------------------- | ------------------------------------------------------------------------- | --------------------------- | ---------------------------- | --- | ---- |
| 『ウルトラマンネオス』 |                                  |                                                                           |                             |                              | |      |
| ウルトラマンネオス     | M78星雲・光の国 （ウルトラの星） | マグニウム光線 ネオマグニウム光線 ネオ・スラッシュ ウルトラ・エディビーム | エストレーラー              | 神楽 元気 （カグラ・ゲンキ） | 神楽 元気 （カグラ・ゲンキ）                                                                           |      |
| ウルトラセブン21       | M78星雲・光の国 （ウルトラの星） | レジアショット アドリウム光線 ヴェルザード                                | なし （企画：アコライザー） | なし                         | 少女 剣持 慎也 ショーン・アンクル 宇佐美 将人 （特定の人間体はなく、劇中では彼・彼女らに変身している） |      |

## ウルトラマンティガ
| ウルトラマン名           | タイプ               | 出身                | 主な必殺技                                                                                            | 変身器具                                                        | 変身者                                                              | 備考        |
| ------------------------ | -------------------- | ------------------- | --- | --------------------------------------------------------------- | ------------------------------------------------------------------- | ----------- |
| 『ウルトラマンティガ』   |                      |                     | |                                                                 |                                                                     |             |
| ウルトラマンティガ       | マルチタイプ         | 不詳 （超古代文明） | ゼペリオン光線 ティガスライサー TDスペシャル （ダイナフラッシュタイプとの合体技）                     | スパークレンス 青銅のスパークレンス （青銅の神器） （ビデオ版） | マドカ・ダイゴ マドカ・ツバサ アムイ ススムのソフビ人形 玉城 ユウト |             |
| ウルトラマンティガ       | スカイタイプ         | 不詳 （超古代文明） | ランバルト光弾 ティガフリーザー                                                                       | スパークレンス 青銅のスパークレンス （青銅の神器） （ビデオ版） | マドカ・ダイゴ マドカ・ツバサ アムイ ススムのソフビ人形 玉城 ユウト |             |
| ウルトラマンティガ       | パワータイプ         | 不詳 （超古代文明） | デラシウム光流 ウルトラヘッドクラッシャー                                                             | スパークレンス 青銅のスパークレンス （青銅の神器） （ビデオ版） | マドカ・ダイゴ マドカ・ツバサ アムイ ススムのソフビ人形 玉城 ユウト |             |
| ウルトラマンティガ       | グリッターティガ     | 不詳 （超古代文明） | グリッターゼペリオン光線 タイマーフラッシュスペシャル ゼラデスビーム                                  | スパークレンス 青銅のスパークレンス （青銅の神器） （ビデオ版） | マドカ・ダイゴ                                                      | [ 注釈 25 ] |
| ウルトラマンティガ       | グリッターバージョン | 不詳 （超古代文明） | ウルトラスペリオル スペリオルマイスフラッシャー エクセレント・リフレクション （以下3点は8兄弟合体技） | スパークレンス 青銅のスパークレンス （青銅の神器） （ビデオ版） | マドカ・ダイゴ                                                      | [ 注釈 6 ]  |
| ウルトラマンティガ       | ティガダーク         | 不詳 （超古代文明） | ダークナックル ダークキック ダークパンチ                                                              | ブラックスパークレンス （劇場版）                               | マドカ・ダイゴ                                                      |             |
| ウルトラマンティガ       | ティガトルネード     | 不詳 （超古代文明） | トルネードキック デラシウム光流                                                                       | ブラックスパークレンス （劇場版）                               | マドカ・ダイゴ                                                      |             |
| ウルトラマンティガ       | ティガブラスト       | 不詳 （超古代文明） | スカイチョップ ブラストキック ランバルト光弾                                                          | ブラックスパークレンス （劇場版）                               | マドカ・ダイゴ                                                      |             |
| ティガのピラミッドの巨人 | 不詳                 | 不詳                | 不詳                                                                                                  | 不詳                                                            | 不詳                                                                | [ 注釈 26 ] |
| ルルイエの遺跡の巨人たち | 不詳                 | 不詳                | 不詳                                                                                                  | 不詳                                                            | 不詳                                                                | [ 注釈 27 ] |

## ウルトラマンダイナ
| ウルトラマン名         | タイプ               | 出身                                                              | 主な必殺技                                                                                            | 変身器具         | 変身者       | 備考       |
| ---------------------- | -------------------- | ----------------------------------------------------------------- | --- | ---------------- | ------------ | ---------- |
| 『ウルトラマンダイナ』 |                      |                                                                   | |                  |              |            |
| ウルトラマンダイナ     | フラッシュタイプ     | ネオフロンティアスペース・地球 （ウルトラマンへ進化した元地球人） | ソルジェント光線 フラッシュサイクラー TDスペシャル （ティガマルチタイプとの合体技）                   | リーフラッシャー | アスカ・シン |            |
| ウルトラマンダイナ     | ミラクルタイプ       | ネオフロンティアスペース・地球 （ウルトラマンへ進化した元地球人） | レボリウムウェーブ                                                                                    | リーフラッシャー | アスカ・シン |            |
| ウルトラマンダイナ     | ストロングタイプ     | ネオフロンティアスペース・地球 （ウルトラマンへ進化した元地球人） | ガルネイトボンバー バルカンスウィング                                                                 | リーフラッシャー | アスカ・シン |            |
| ウルトラマンダイナ     | グリッターバージョン | ネオフロンティアスペース・地球 （ウルトラマンへ進化した元地球人） | ウルトラスペリオル スペリオルマイスフラッシャー エクセレント・リフレクション （以下3点は8兄弟合体技） | リーフラッシャー | アスカ・シン | [ 注釈 6 ] |

## ウルトラマンガイア
| ウルトラマン名         | 形態                                      | 出身                                | 主な必殺技                                                                                            | 変身器具                                       | 変身者    | 備考        |
| ---------------------- | ----------------------------------------- | ----------------------------------- | --- | ---------------------------------------------- | --------- | ----------- |
| 『ウルトラマンガイア』 |                                           |                                     | |                                                |           |             |
| ウルトラマンガイア     |                                           | 地球 （ただし、両者とも宇宙が起源） | フォトンエッジ クァンタムストリーム                                                                   | エスプレンダー 光電管カートリッジ （第1・2話） | 高山 我夢 |             |
| ウルトラマンガイア     | V2                                        | 地球 （ただし、両者とも宇宙が起源） | 旧ガイア・旧アグルの技は全て使用可能                                                                  | エスプレンダー 光電管カートリッジ （第1・2話） | 高山 我夢 |             |
| ウルトラマンガイア     | SV（スプリーム・ヴァージョン）            | 地球 （ただし、両者とも宇宙が起源） | フォトンストリーム シャイニングブレード バーストストリーム （アグルV2との合体技）                     | エスプレンダー 光電管カートリッジ （第1・2話） | 高山 我夢 |             |
| ウルトラマンガイア     | グリッターバージョン                      | 地球 （ただし、両者とも宇宙が起源） | ウルトラスペリオル スペリオルマイスフラッシャー エクセレント・リフレクション （以下3点は8兄弟合体技） | エスプレンダー 光電管カートリッジ （第1・2話） | 高山 我夢 | [ 注釈 6 ]  |
| ウルトラマンガイア     | SSV（スーパー・スプリーム・ヴァージョン） | 地球 （ただし、両者とも宇宙が起源） | | エスプレンダー 光電管カートリッジ （第1・2話） | 高山 我夢 | [ 注釈 29 ] |
| ウルトラマンアグル     |                                           | 地球 （ただし、両者とも宇宙が起源） | フォトンクラッシャー リキデイター アグルブレード                                                      | アグレイター                                   | 藤宮 博也 |             |
| ウルトラマンアグル     | V2                                        | 地球 （ただし、両者とも宇宙が起源） | アグルセイバー フォトンスクリュー アグルストリーム バーストストリーム （ガイアSVとの合体技）          | アグレイター                                   | 藤宮 博也 |             |
| ウルトラマンアグル     | SV（スプリーム・ヴァージョン）            | 地球 （ただし、両者とも宇宙が起源） | | アグレイター                                   | 藤宮 博也 | [ 注釈 30 ] |

## ウルトラマンコスモス
| ウルトラマン名           | 形態                                          | 出身          | 主な必殺技（得意技）                                                                 | 変身器具                                                  | 憑依した人間                                   | 変身した人間                          | 備考        |
| ------------------------ | --------------------------------------------- | ------------- | ------------------------------------------------------------------------------------ | --------------------------------------------------------- | ---------------------------------------------- | ------------------------------------- | ----------- |
| 『ウルトラマンコスモス』 |                                               |               |                                                                                      |                                                           |                                                |                                       |             |
| ウルトラマンコスモス     | ルナモード                                    | 不詳 （宇宙） | フルムーンレクト ルナエキストラクト ルナストラック（ルナストライク）                 | コスモプラック （輝石が変化したもの） 輝石 （劇場版2・3） | 春野 ムサシ （旧姓名：五十畑 ムサシ）          | 春野 ムサシ （旧姓名：五十畑 ムサシ） |             |
| ウルトラマンコスモス     | コロナモード                                  | 不詳 （宇宙） | ブレージングウェーブ ネイバスター光線                                                | コスモプラック （輝石が変化したもの） 輝石 （劇場版2・3） | 春野 ムサシ （旧姓名：五十畑 ムサシ）          | 春野 ムサシ （旧姓名：五十畑 ムサシ） |             |
| ウルトラマンコスモス     | エクリプスモード                              | 不詳 （宇宙） | コズミューム光線 エクリプスブレード                                                  | コスモプラック （輝石が変化したもの） 輝石 （劇場版2・3） | 春野 ムサシ （旧姓名：五十畑 ムサシ）          | 春野 ムサシ （旧姓名：五十畑 ムサシ） |             |
| ウルトラマンコスモス     | フューチャーモード                            | 不詳 （宇宙） | コスモストライク クロスパーフェクション （ジャスティスクラッシャーモードとの合体技） | コスモプラック （輝石が変化したもの） 輝石 （劇場版2・3） | 春野 ムサシ （旧姓名：五十畑 ムサシ）          | 春野 ムサシ （旧姓名：五十畑 ムサシ） |             |
| ウルトラマンコスモス     | ミラクルナモード                              | 不詳 （宇宙） | ルナファイナル                                                                       | コスモプラック （輝石が変化したもの） 輝石 （劇場版2・3） | 春野 ムサシ （旧姓名：五十畑 ムサシ）          | 春野 ムサシ （旧姓名：五十畑 ムサシ） |             |
| ウルトラマンコスモス     | スペースコロナモード                          | 不詳 （宇宙） | オーバーループ光線 スペースコロナパンチ                                              | なし                                                      | なし                                           | 春野 ムサシ （旧姓名：五十畑 ムサシ） |             |
| ウルトラマンコスモス     | スケルトンコロナモード （ファントムコスモス） | 不詳 （宇宙） | スケルトンキック スケルトンパンチ スケルトンスピンキック                             | なし                                                      | なし                                           | なし                                  | [ 注釈 32 ] |
| ウルトラマンジャスティス | スタンダードモード                            | 不詳 （宇宙） | ビクトリューム光線 ライトエフェクター                                                | ジャストランサー                                          | なし                                           | ジュリ                                |             |
| ウルトラマンジャスティス | クラッシャーモード                            | 不詳 （宇宙） | ダグリューム光線 クロスパーフェクション （コスモスフューチャーモードとの合体技）     | ジャストランサー                                          | なし                                           | ジュリ                                |             |
| ウルトラマンレジェンド   |                                               | なし          | スパークレジェンド オーロラルパワー                                                  | なし                                                      | 春野 ムサシ （旧姓名：五十畑 ムサシ） & ジュリ | なし                                  | [ 注釈 33 ] |

## ULTRA N PROJECT
本項目のウルトラマンは同一人物である。
| ウルトラマン名             | 形態             | 出身          | 使用武器・道具                                                       | 主な必殺技 | 変身器具                      | デュナミスト（適能者）                            | 備考        |
| -------------------------- | ---------------- | ------------- | -------------------------------------------------------------------- | --- | ----------------------------- | ------------------------------------------------- | ----------- |
| 『ウルトラマンネクサス』   |                  |               |                                                                      | |                               |                                                   |             |
| ウルトラマンネクサス       | アンファンス     | 不詳 （宇宙） | ブラストショット ストーンフリューゲル （デュナミスト（適能者）専用） | クロスレイ・シュトローム セービングビュート パーティクル・フェザー                                                    | エボルトラスター              | 姫矢 准 ↓ 千樹 憐 ↓ 西条 凪 ↓ 孤門 一輝 橘 さゆり | [ 注釈 35 ] |
| ウルトラマンネクサス       | ジュネッス       | 不詳 （宇宙） | ブラストショット ストーンフリューゲル （デュナミスト（適能者）専用） | オーバーレイ・シュトローム コアインパルス フェーズシフトウエーブ（メタフィールド）                                    | エボルトラスター              | 姫矢 准 ↓ 孤門 一輝 橘 さゆり                     |             |
| ウルトラマンネクサス       | ジュネッスブルー | 不詳 （宇宙） | ブラストショット ストーンフリューゲル （デュナミスト（適能者）専用） | アローレイ・シュトローム シュトロームソード オーバーアローレイ・シュトローム フェーズシフトウエーブ（メタフィールド） | エボルトラスター              | 千樹 憐 ↓ 孤門 一輝                               |             |
| 『ウルトラマンノア』       |                  |               |                                                                      | |                               |                                                   |             |
| ウルトラマンノア           |                  | 不詳 （宇宙） |                                                                      | ライトニング・ノア ノア・インフェルノ ノア・ザ・ファイナル ディメンション・ノア ウルティメイト・ノア                  | エボルトラスター （テレビ版） | 孤門 一輝 & 西条 凪（小説版）                     | [ 注釈 37 ] |
| 『ULTRAMAN』               |                  |               |                                                                      | |                               |                                                   |             |
| ウルトラマン・ザ・ネクスト | アンファンス     | 不詳 （宇宙） |                                                                      | エルボーカッター カッター光線                                                                                         | なし                          | 真木 舜一                                         |             |
| ウルトラマン・ザ・ネクスト | ジュネッス       | 不詳 （宇宙） | ラムダ・スラッシャー エボルレイ・シュトローム                        | | なし                          | 真木 舜一                                         |             |

## ウルトラマンマックス
| ウルトラマン名           | 出身                  | 使用武器・道具       | 主な必殺技 | 変身器具         | 憑依した人間                      | 変身した人間           | 備考        |
| ------------------------ | --------------------- | -------------------- | --- | ---------------- | --------------------------------- | ---------------------- | ----------- |
| 『ウルトラマンマックス』 |                       |                      | |                  |                                   |                        |             |
| ウルトラマンマックス     | M78星雲・ウルトラの星 | マックスギャラクシー | マクシウムカノン マクシウムソード ギャラクシーカノン ギャラクシーソード （以下2点はマックスギャラクシーでの技） | マックススパーク | トウマ・カイト （本人） 蓮沼 征夫 | トウマ･カイト （擬態） |             |
| ウルトラマンゼノン       | M78星雲・ウルトラの星 | マックスギャラクシー | ゼノニウムカノン ゼノンパンチ ゼノンキック                                                                      | なし             | なし                              | なし                   |             |
| ノアの神                 | 不明                  | 不明                 | 不明 | 不明             | 不明                              | 不明                   | [ 注釈 41 ] |

## ウルトラマンメビウス
| ウルトラマン名           | 形態                         | 出身                             | 主な必殺技                                                                                            | 変身器具                       | 憑依した人間                      | 変身した人間   | 備考        |
| ------------------------ | ---------------------------- | -------------------------------- | --- | ------------------------------ | --------------------------------- | -------------- | ----------- |
| 『ウルトラマンメビウス』 |                              |                                  | |                                |                                   |                |             |
| ウルトラマンメビウス     |                              | M78星雲・光の国 （ウルトラの星） | メビュームシュート メビュームブレード ライトニングカウンター・ゼロ                                    | メビウスブレス                 | なし                              | ヒビノ・ミライ |             |
| ウルトラマンメビウス     | メビウスブレイブ             | M78星雲・光の国 （ウルトラの星） | メビュームナイトブレード ブレードオーバーロード                                                       | ナイトメビウスブレス           | なし                              | ヒビノ・ミライ |             |
| ウルトラマンメビウス     | メビウスバーニングブレイブ   | M78星雲・光の国 （ウルトラの星） | メビュームバースト バーニングメビュームダイナマイト                                                   | メビウスブレス                 | なし                              | ヒビノ・ミライ |             |
| ウルトラマンメビウス     | メビウスフェニックスブレイブ | M78星雲・光の国 （ウルトラの星） | メビュームナイトシュート メビュームフェニックス                                                       | メビウスブレス                 | なし                              | ヒビノ・ミライ | [ 注釈 44 ] |
| ウルトラマンメビウス     | メビウスインフィニティー     | M78星雲・光の国 （ウルトラの星） | コスモミラクルアタック                                                                                | メビウスブレス                 | なし                              | ヒビノ・ミライ | [ 注釈 45 ] |
| ウルトラマンメビウス     | グリッターバージョン         | M78星雲・光の国 （ウルトラの星） | ウルトラスペリオル スペリオルマイスフラッシャー エクセレント・リフレクション （以下3点は8兄弟合体技） | メビウスブレス                 | なし                              | ヒビノ・ミライ | [ 注釈 6 ]  |
| ウルトラマンヒカリ       |                              | M78星雲・光の国 （ウルトラの星） | ナイトシュート ナイトビームブレード ホットロードシュート                                              | ナイトブレス ＋ ナイトブレード | セリザワ・カズヤ アイハラ・リュウ | なし           |             |
| ウルトラマンヒカリ       | ハンターナイトツルギ         | M78星雲・光の国 （ウルトラの星） | ナイトシュート ナイトビームブレード ホットロードシュート                                              | ナイトブレス ＋ ナイトブレード | セリザワ・カズヤ アイハラ・リュウ | なし           |             |

## ウルトラマンゼロ
| ウルトラマン名         | 形態                                                | 出身                             | 使用武器・道具 | 主な必殺技 | 変身器具 | 憑依した人間                                                                           | 備考        |
| ---------------------- | --------------------------------------------------- | -------------------------------- | --- | --- | --- | -------------------------------------------------------------------------------------- | ----------- |
| 『ウルトラマンゼロ』   |                                                     |                                  | | | |                                                                                        |             |
| ウルトラマンゼロ       |                                                     | M78星雲・光の国 （ウルトラの星） | ゼロスラッガー ゼロツインソード（ゼロスラッガーを合体させた物） ウルトラゼロブレスレット ウルティメイトブレスレット ウルトラゼロマント ウルトラゼットライザー | ゼロスラッガーアタック エメリウムスラッシュ ワイドゼロショット ゼロツインシュート ウルトラゼロランス（ウルトラゼロブレスレット、ウルティメイトブレスレットでの技） | ウルトラゼロアイ ウルトラゼロアイNEO                                                                          | ラン タイガ・ノゾム 伊賀栗 レイト （伊賀栗 令人） モロボシ・シン （同名の3人の別人物） |             |
| ウルトラマンゼロ       | ウルティメイトゼロ                                  | M78星雲・光の国 （ウルトラの星） | ウルティメイトイージス（バラージの盾が変形した鎧）→ウルティメイトブレスレット                                                                                 | ウルティメイトゼロソード ファイナルウルティメイトゼロ ファイナルウルティメイトゼロ・トリニティ（ダイナ、コスモスとの合体技）                                       | ウルトラゼロアイ ウルトラゼロアイNEO                                                                          | ラン タイガ・ノゾム 伊賀栗 レイト （伊賀栗 令人） モロボシ・シン （同名の3人の別人物） |             |
| ウルトラマンゼロ       | ウルティメイトゼロ（ストロングコロナ）              | M78星雲・光の国 （ウルトラの星） | なし | なし | ウルトラゼロアイ ウルトラゼロアイNEO                                                                          | ラン タイガ・ノゾム 伊賀栗 レイト （伊賀栗 令人） モロボシ・シン （同名の3人の別人物） | [ 注釈 50 ] |
| ウルトラマンゼロ       | テクターギア・ゼロ                                  | M78星雲・光の国 （ウルトラの星） | なし | なし | ウルトラゼロアイ ウルトラゼロアイNEO                                                                          | ラン タイガ・ノゾム 伊賀栗 レイト （伊賀栗 令人） モロボシ・シン （同名の3人の別人物） |             |
| ウルトラマンゼロ       | テクターギア・ヘイトリッド                          | M78星雲・光の国 （ウルトラの星） | なし | なし | ウルトラゼロアイ ウルトラゼロアイNEO                                                                          | ラン タイガ・ノゾム 伊賀栗 レイト （伊賀栗 令人） モロボシ・シン （同名の3人の別人物） | [ 注釈 51 ] |
| ウルトラマンゼロ       | テクターギアブラック                                | M78星雲・光の国 （ウルトラの星） | なし | なし | ウルトラゼロアイ ウルトラゼロアイNEO                                                                          | ラン タイガ・ノゾム 伊賀栗 レイト （伊賀栗 令人） モロボシ・シン （同名の3人の別人物） | [ 注釈 52 ] |
| ウルトラマンゼロ       | ストロングコロナゼロ                                | M78星雲・光の国 （ウルトラの星） | | ガルネイドバスター ウルトラハリケーン | ウルトラゼロアイ ウルトラゼロアイNEO                                                                          | ラン タイガ・ノゾム 伊賀栗 レイト （伊賀栗 令人） モロボシ・シン （同名の3人の別人物） |             |
| ウルトラマンゼロ       | ルナミラクルゼロ                                    | M78星雲・光の国 （ウルトラの星） | ミラクルゼロスラッガー フルムーンフェーブ レボリウムスマッシュ パーティクルナミラクル                                                                         | | ウルトラゼロアイ ウルトラゼロアイNEO                                                                          | ラン タイガ・ノゾム 伊賀栗 レイト （伊賀栗 令人） モロボシ・シン （同名の3人の別人物） |             |
| ウルトラマンゼロ       | シャイニングウルトラマンゼロ                        | M78星雲・光の国 （ウルトラの星） | シャイニングエメリウムスラッシュ シャイニングワイドゼロショット シャイニングスタードライブ                                                                    | | ウルトラゼロアイ ウルトラゼロアイNEO                                                                          | ラン タイガ・ノゾム 伊賀栗 レイト （伊賀栗 令人） モロボシ・シン （同名の3人の別人物） |             |
| ウルトラマンゼロ       | ウルトラマンゼロ ビヨンド                           | M78星雲・光の国 （ウルトラの星） | クワトロスラッガー ビヨンドツインエッジ | バルキーコーラス ワイドビヨンドショット ツインギガブレイク | ウルトラゼロアイNEO + ジードライザー + ニュージェネレーションカプセルα・β                                     | ラン タイガ・ノゾム 伊賀栗 レイト （伊賀栗 令人） モロボシ・シン （同名の3人の別人物） |             |
| ウルトラマンゼロ       | ウルトラマンゼロ ビヨンド（ギャラクシーグリッター） | M78星雲・光の国 （ウルトラの星） | クワトロスラッガー ビヨンドツインエッジ | バルキーコーラス ワイドビヨンドショット ツインギガブレイク | ウルトラゼロアイNEO + ジードライザー + ニュージェネレーションカプセルα・β                                     | ラン タイガ・ノゾム 伊賀栗 レイト （伊賀栗 令人） モロボシ・シン （同名の3人の別人物） | [ 注釈 53 ] |
| ウルトラマンゼロ       | グランセイバードゼロ                                | M78星雲・光の国 （ウルトラの星） | | ディファレーションカッター | ウルトラゼットライザー + ウルトラアクセスカード レイトVer. + ウルトラマンメダル + セブンメダル + エースメダル | ラン タイガ・ノゾム 伊賀栗 レイト （伊賀栗 令人） モロボシ・シン （同名の3人の別人物） | [ 注釈 54 ] |
| ウルトラマンゼロ       | ウルティメイトシャイニングウルトラマンゼロ          | M78星雲・光の国 （ウルトラの星） | ウルティメイトイージス | USワイドゼロショット | | ラン タイガ・ノゾム 伊賀栗 レイト （伊賀栗 令人） モロボシ・シン （同名の3人の別人物） |             |
| ウルトラマンゼロ       | ワイルドバースト                                    | M78星雲・光の国 （ウルトラの星） | | | | ラン タイガ・ノゾム 伊賀栗 レイト （伊賀栗 令人） モロボシ・シン （同名の3人の別人物） |             |
| 『ウルトラマンサーガ』 |                                                     |                                  | | | |                                                                                        |             |
| ウルトラマンサーガ     | なし                                                | なし                             | サーガブレス | サーガマキシマム サーガプラズマー | サーガブレス                                                                                                  | タイガ・ノゾム & 春野 ムサシ （旧姓名：五十畑 ムサシ） & アスカ・シン                  | [ 注釈 56 ] |

## 大怪獣バトル ウルトラ銀河伝説 THE MOVIE
宇宙警備隊候補生や光の国の一般市民たち。体色で示すレッド族とブルー族、シルバー族で構成される。
| ウルトラマン名         | 出身                             | 使用武器・道具       | 主な必殺技     | 備考 |
| ---------------------- | -------------------------------- | -------------------- | -------------- | ---- |
| 宇宙警備隊隊員・候補生 | M78星雲・光の国 （ウルトラの星） | ウルトラブレスレット | ウルトラランス |      |
| 光の国の市民           | M78星雲・光の国 （ウルトラの星） |                      |                |      |
| ウルトラベビー         | M78星雲・光の国 （ウルトラの星） |                      |                |      |

## ウルトラマンギンガ
| ウルトラマン名                    | 形態             | 出身                                                        | 使用武器・道具 | 主な必殺技 | 変身器具 | 変身者                                   | 備考        |
| --------------------------------- | ---------------- | ----------------------------------------------------------- | --- | --- | --- | ---------------------------------------- | ----------- |
| 『ウルトラマンギンガ』            |                  |                                                             | | | |                                          |             |
| ウルトラマンギンガ                |                  | 未来の時間を持つ世界 （ただし、ビクトリーと共に宇宙が起源） | ギンガスパークランス | ギンガクロスシュート ギンガサンダーボルト ギンガファイヤーボール ギンガセイバー ギンガコンフォート ギンガスラッシュ ギンガサンシャイン ギンガエスペシャリー | ギンガスパーク/ライブパッド + スパークドールズ「ウルトラマンギンガ」                                                   | 礼堂 ヒカル                              |             |
| ウルトラマンギンガ                | ギンガストリウム | 未来の時間を持つ世界 （ただし、ビクトリーと共に宇宙が起源） | ストリウムブレス | コスモミラクルエスペシャリー コスモミラクル光線 ウルトラ6兄弟（ゾフィー〜タロウ）の代表的な光線技                                                           | ギンガスパーク ＋ ストリウムブレス                                                                                     | 礼堂 ヒカル                              |             |
| ウルトラマンタロウ （SD） （SDI） |                  | M78星雲・光の国 （ウルトラの星）                            | なし | ストリウム光線 | ライブパッド（SDI） + スパークドールズ「ウルトラマンタロウ」                                                           | 石動 美鈴 （SDIのみ）                    | [ 注釈 61 ] |
| ウルトラマンティガ （SD） （SDI） | マルチタイプ     | 不詳 （超古代文明）                                         | なし | ゼペリオン光線 | ギンガライトスパーク（健太） / ギンガスパーク（ヒカル） / ライブパッド（SDI） + スパークドールズ「ウルトラマンティガ」 | 渡会 健太 礼堂 ヒカル （ヒカルはSDのみ） |             |
| ウルトラマン （SD） （SDI）       |                  | M78星雲・光の国 （ウルトラの星）                            | なし | スペシウム光線 | ギンガライトスパーク（SD） / ライブパッド（SDI） + スパークドールズ「ウルトラマン」                                    | 久野 千草                                |             |
| ウルトラセブン （SD） （SDI）     |                  | M78星雲・光の国 （ウルトラの星）                            | アイスラッガー | エメリウム光線 ワイドショット | ギンガライトスパーク（SD） / ライブパッド（SDI） + スパークドールズ「ウルトラセブン」                                  | 石動 誠一郎 （SD） 一条寺 友也 （SDI）   |             |
| 『ウルトラマンギンガS』           |                  |                                                             | | | |                                          |             |
| ウルトラマンビクトリー            |                  | 地底 （ただし、ギンガと共に宇宙が起源）                     | EXレッドキングナックル エレキングテイル キングジョーランチャー グドンウィップ サドラシザーズ シェパードンセイバー ハイパーゼットンシザーズ タッコングファイヤーボール バルタンセンジュカノン | ビクトリウムシュート ビクトリウムスラッシュ ビクトリウムエスペシャリー ビクトリウムバーン                                                                   | ビクトリーランサー + スパークドールズ「ウルトラマンビクトリー」                                                        | ショウ                                   |             |
| ウルトラマンビクトリー            | ビクトリーナイト | 地底 （ただし、ギンガと共に宇宙が起源）                     | ナイトティンバー | ナイトビクトリウムフラッシュ ナイトビクトリウムブレイク ナイトビクトリウムシュート                                                                          | ビクトリーランサー + ナイトティンバー                                                                                  | ショウ                                   |             |
| ウルトラマンギンガビクトリー      |                  |                                                             | ウルトラフュージョンブレス ハイパーゼットンシザーズ シェパードンセイバー | ウルトラフュージョンシュート ティガ、ダイナ、ガイア、コスモス、ネクサス、マックス、メビウス、ゼロの代表的な光線技                                           | ウルトラフュージョンブレス + ビクトリーランサー                                                                        | 礼堂 ヒカル & ショウ                     | [ 注釈 65 ] |

## ウルトラマンX
| ウルトラマン名       | 形態                               | 出身          | 使用武器・道具                                                | 主な必殺技 | 変身器具 | 憑依した人間/変身者 | 備考 |
| -------------------- | ---------------------------------- | ------------- | ------------------------------------------------------------- | --- | --- | ------------------- | ---- |
| 『ウルトラマンX』    |                                    |               |                                                               | | |                     |      |
| ウルトラマンエックス |                                    | 不詳 （宇宙） | マックスギャラクシー アームドネクサス                         | ザナディウム光線 ピュリファイウェーブ Xスラッシュ アタッカーX Xダブルスラッシュ ギャラクシーカノン（マックスギャラクシーの技 | エクスデバイザー + スパークドールズ「ウルトラマンエックス」 | 大空 大地           |      |
| ウルトラマンエックス | ゴモラアーマー                     | 不詳 （宇宙） |                                                               | ゴモラ振動波 | エクスデバイザー + サイバーカード「サイバーゴモラ」 | 大空 大地           |      |
| ウルトラマンエックス | エレキングアーマー                 | 不詳 （宇宙） | エレキング電撃波                                              | エクスデバイザー + サイバーカード「サイバーエレキング」                                                                      | | 大空 大地           |      |
| ウルトラマンエックス | ウルトラマンゼロアーマー           | 不詳 （宇宙） | ソードレイ・クロス・ゼロ ファイナルウルティメイトゼロ         | エクスデバイザー + サイバーカード「ウルティメイトゼロ」                                                                      | | 大空 大地           |      |
| ウルトラマンエックス | ベムスターアーマー                 | 不詳 （宇宙） | ベムスタースパウト                                            | エクスデバイザー + サイバーカード「サイバーベムスター」                                                                      | | 大空 大地           |      |
| ウルトラマンエックス | ゼットンアーマー                   | 不詳 （宇宙） | ゼットントルネード ゼットン火炎弾                             | エクスデバイザー + サイバーカード「サイバーゼットン」                                                                        | | 大空 大地           |      |
| ウルトラマンエックス | スケドンアーマー                   | 不詳 （宇宙） | ブレードスペシャルビーム                                      | エクスデバイザー + サイバーカード「サイバースケドン」                                                                        | [ 注釈 69 ] | 大空 大地           |      |
| ウルトラマンエックス | デンパゴンアーマー                 | 不詳 （宇宙） | サンダークラッシュ                                            | エクスデバイザー + サイバーカード「サイバーデンパゴン」                                                                      | [ 注釈 69 ] | 大空 大地           |      |
| ウルトラマンエックス | ハイブリッドアーマー               | 不詳 （宇宙） | エクスラッガー                                                | ウルティメイトザナディウム                                                                                                   | エクスデバイザー + サイバーカード「サイバーゴモラ」 + サイバーカード「サイバーエレキング」 + サイバーカード「サイバーベムスター」 + サイバーカード「サイバーゼットン」 | 大空 大地           |      |
| ウルトラマンエックス | エクシードX                        | 不詳 （宇宙） | エクスラッガー                                                | エクシードエクスラッシュ エクシードスラッシュ エクシードイリュージョン エクスラッガーショット                                | エクスデバイザー + スパークドールズ「ウルトラマンエクシードエックス」 ↓ エクスラッガー                                                                                 | 大空 大地           |      |
| ウルトラマンエックス | エクシードX ベータスパークアーマー | 不詳 （宇宙） | ベータスパーク（ソードモード） ベータスパーク（アローモード） | ベータスパークソード ベータスパークアロー ベータスパークブラスター                                                           | エクスデバイザー + サイバーカード「ウルトラマン」 + サイバーカード「ウルトラマンティガ」 ↓ ベータスパーク （エクスベータカプセル＋エクスパークレンス）                 | 大空 大地           |      |

## ウルトラマンオーブ
| ウルトラマン名         | 形態                     | 出身     | 使用武器・道具                                           | 主な必殺技 | 変身器具 | 変身した人間/変身者     | 備考        |
| ---------------------- | ------------------------ | -------- | -------------------------------------------------------- | --- | --- | ----------------------- | ----------- |
| 『ウルトラマンオーブ』 |                          |          |                                                          | | |                         |             |
| ウルトラマンオーブ     | オリジン・ザ・ファースト | 惑星O-50 | オーブカリバー                                           | オリジウム光線 | オーブカリバー | クレナイ・ガイ （ガイ） |             |
| ウルトラマンオーブ     | オーブオリジン           | 惑星O-50 | オーブカリバー                                           | オーブスプリームカリバー オーブグランドカリバー オーブフレイムカリバー オーブウォーターカリバー オーブウインドカリバー オリジウム光線                                      | オーブリング + ウルトラフュージョンカード「ウルトラマンオーブオリジン」 ↓ オーブリング + オーブカリバー                                                                                   | クレナイ・ガイ （ガイ） |             |
| ウルトラマンオーブ     | スペシウムゼペリオン     | 惑星O-50 |                                                          | スペリオン光線 スペリオン光輪 スペリオンスラッシュ オーブ水流 | オーブリング + ウルトラフュージョンカード「ウルトラマン」 + ウルトラフュージョンカード「ウルトラマンティガ（マルチタイプ）」                                                              | クレナイ・ガイ （ガイ） |             |
| ウルトラマンオーブ     | バーンマイト             | 惑星O-50 |                                                          | ストビュームダイナマイト ストビュームバースト ストビューム光線 | オーブリング + ウルトラフュージョンカード「ウルトラマンメビウス」 + ウルトラフュージョンカード「ウルトラマンタロウ」                                                                      | クレナイ・ガイ （ガイ） |             |
| ウルトラマンオーブ     | ハリケーンスラッシュ     | 惑星O-50 | オーブスラッガーランス                                   | オーブランサーシュート ビッグバンスラスト トライデントスラッシュ オーブスラッガーショット                                                                                  | オーブリング + ウルトラフュージョンカード「ウルトラマンジャック」 + ウルトラフュージョンカード「ウルトラマンゼロ」                                                                        | クレナイ・ガイ （ガイ） |             |
| ウルトラマンオーブ     | サンダーブレスター       | 惑星O-50 |                                                          | ゼットシウム光線 ゼットシウム光輪 | オーブリング + ウルトラフュージョンカード「ゾフィー」 + ウルトラフュージョンカード「ウルトラマンベリアル」                                                                                | クレナイ・ガイ （ガイ） |             |
| ウルトラマンオーブ     | オーブトリニティ         | 惑星O-50 | オーブスラッシャー EXレッドキングナックル ゴモラアーマー | トリニティウムシュート トリニティウムブレイク トリニティウム光輪 | オーブリング + ウルトラフュージョンカード「ウルトラマンギンガ」 + ウルトラフュージョンカード「ウルトラマンビクトリー」 + ウルトラフュージョンカード「ウルトラマンX」 ↓ オーブスラッシャー | クレナイ・ガイ （ガイ） |             |
| ウルトラマンオーブ     | ライトニングアタッカー   | 惑星O-50 |                                                          | アタッカーギンガエックス | オーブリング + ウルトラフュージョンカード「ウルトラマンギンガ」 + ウルトラフュージョンカード「ウルトラマンX」                                                                             | クレナイ・ガイ （ガイ） | [ 注釈 70 ] |
| ウルトラマンオーブ     | エメリウムスラッガー     | 惑星O-50 |                                                          | ワイドスラッガーショット オーブスラッガーショット 超ウルトラノック戦法（ハイパーウルトラノック戦法） トリプルエメリウム光線 ESスペシウム（エメリウムスラッガースペシウム） | オーブリング + ウルトラフュージョンカード「ウルトラセブン」 + ウルトラフュージョンカード「ウルトラマンゼロ」                                                                              | クレナイ・ガイ （ガイ） | [ 注釈 70 ] |
| ウルトラマンオーブ     | フォトンビクトリウム     | 惑星O-50 |                                                          | フォトリウムナックル | オーブリング + ウルトラフュージョンカード「ウルトラマンガイア（V2）」 + ウルトラフュージョンカード「ウルトラマンビクトリー」                                                              | クレナイ・ガイ （ガイ） | [ 注釈 54 ] |
| ウルトラマンオーブ     | フルムーンザナディウム   | 惑星O-50 |                                                          | フルディウム光線 | オーブリング + ウルトラフュージョンカード「ウルトラマンコスモス（ルナモード）」 + ウルトラフュージョンカード「ウルトラマンX」                                                             | クレナイ・ガイ （ガイ） | [ 注釈 54 ] |
| ウルトラマンオーブ     | スカイダッシュマックス   | 惑星O-50 | マックストール                                           | マクバルトアタック | オーブリング + ウルトラフュージョンカード「ウルトラマンティガ（スカイタイプ）」 + ウルトラフュージョンカード「ウルトラマンマックス」                                                      | クレナイ・ガイ （ガイ） | [ 注釈 54 ] |
| ウルトラマンオーブ     | ゼペリオンソルジェント   | 惑星O-50 |                                                          | マルチフラッシュスライサー | オーブリング + ウルトラフュージョンカード「ウルトラマンティガ（マルチタイプ）」 + ウルトラフュージョンカード「ウルトラマンダイナ（フラッシュタイプ）」                                    | クレナイ・ガイ （ガイ） | [ 注釈 54 ] |
| ウルトラマンオーブ     | レオゼロナックル         | 惑星O-50 |                                                          | ナックルクロスビーム | オーブリング + ウルトラフュージョンカード「ウルトラマンレオ」 + ウルトラフュージョンカード「ウルトラマンゼロ」                                                                            | クレナイ・ガイ （ガイ） | [ 注釈 54 ] |
| ウルトラマンオーブ     | サンダーミラクル         | 惑星O-50 |                                                          | サンダーミラクルアタック | オーブリング + ウルトラフュージョンカード「ウルトラマンベリアル」 + ウルトラフュージョンカード「ウルトラマンダイナ（ミラクルタイプ）」                                                    | クレナイ・ガイ （ガイ） | [ 注釈 54 ] |
| ウルトラマンオーブ     | スラッガーエース         | 惑星O-50 | バーチカルスラッガー                                     | スラッガーエーススライサー | オーブリング + ウルトラフュージョンカード「ウルトラセブン」 + ウルトラフュージョンカード「ウルトラマンA」                                                                                 | クレナイ・ガイ （ガイ） | [ 注釈 54 ] |
| ウルトラマンオーブ     | ナイトリキデイター       | 惑星O-50 | ナイトアグルブレード                                     | クラッシャーナイトリキデイター | オーブリング + ウルトラフュージョンカード「ウルトラマンアグル（V2）」 + ウルトラフュージョンカード「ウルトラマンヒカリ」                                                                  | クレナイ・ガイ （ガイ） | [ 注釈 54 ] |
| ウルトラマンオーブ     | スペシウムシュトローム   | 惑星O-50 |                                                          | ウルトラフルバースト | オーブリング + ウルトラフュージョンカード「ウルトラマン」 + ウルトラフュージョンカード「ウルトラマンネクサス（ジュネッス）」                                                              | クレナイ・ガイ （ガイ） | [ 注釈 54 ] |
| ウルトラマンオーブ     | パワーストロング         | 惑星O-50 |                                                          | ガルラシウムボンバー | オーブリング + ウルトラフュージョンカード「ウルトラマンティガ（パワータイプ）」 + ウルトラフュージョンカード「ウルトラマンダイナ（ストロングタイプ）」                                    | クレナイ・ガイ （ガイ） | [ 注釈 54 ] |
| ウルトラマンオーブ     | サンダーストリーム       | 惑星O-50 | ギガトライデント                                         | サンダーストリームネプチューン | オーブリング + ウルトラフュージョンカード「ウルトラマンアグル」 + ウルトラフュージョンカード「ウルトラマンベリアル」                                                                      | クレナイ・ガイ （ガイ） | [ 注釈 54 ] |
| ウルトラマンオーブ     | メビュームエスペシャリー | 惑星O-50 |                                                          | メビュースペシャリーブレード | オーブリング + ウルトラフュージョンカード「ウルトラマンメビウス」 + ウルトラフュージョンカード「ウルトラマンギンガ」                                                                      | クレナイ・ガイ （ガイ） | [ 注釈 54 ] |
| ウルトラマンオーブ     | ブレスターナイト         | 惑星O-50 |                                                          | ナイト87シュート | オーブリング + ウルトラフュージョンカード「ゾフィー」 + ウルトラフュージョンカード「ウルトラマンヒカリ」                                                                                  | クレナイ・ガイ （ガイ） | [ 注釈 54 ] |
| ウルトラマンオーブ     | ストリウムギャラクシー   | 惑星O-50 |                                                          | ストキシムカノン | オーブリング + ウルトラフュージョンカード「ウルトラマンタロウ」 + ウルトラフュージョンカード「ウルトラマンマックス」                                                                      | クレナイ・ガイ （ガイ） | [ 注釈 54 ] |

## ウルトラマンジード
| ウルトラマン名         | 形態                     | 出身         | 使用武器・道具                               | 主な必殺技                                                                                | 変身器具 | 変身した人間/変身者   | 備考        |
| ---------------------- | ------------------------ | ------------ | -------------------------------------------- | ----------------------------------------------------------------------------------------- | --- | --------------------- | ----------- |
| 『ウルトラマンジード』 |                          |              |                                              |                                                                                           | |                       |             |
| ウルトラマンジード     | ジード初期変身形態       | サイドアース |                                              |                                                                                           | ジードライザー                                                                                              | 朝倉 リク （朝倉 陸） | [ 注釈 71 ] |
| ウルトラマンジード     | プリミティブ             | サイドアース | ジードクロー                                 | レッキングバースト クローカッティング コークスクリュージャミング ディフュージョンシャワー | ジードライザー + ウルトラマンカプセル + ベリアルカプセル                                                    | 朝倉 リク （朝倉 陸） |             |
| ウルトラマンジード     | ソリッドバーニング       | サイドアース | ジードスラッガー ジードクロー                | ストライクブースト                                                                        | ジードライザー + セブンカプセル + レオカプセル                                                              | 朝倉 リク （朝倉 陸） |             |
| ウルトラマンジード     | アクロスマッシャー       | サイドアース | ジードクロー                                 | アトモスインパクト                                                                        | ジードライザー + コスモスカプセル + ヒカリカプセル                                                          | 朝倉 リク （朝倉 陸） |             |
| ウルトラマンジード     | マグニフィセント         | サイドアース | ジードクロー                                 | ビッグバスタウェイ                                                                        | ジードライザー + ゼロカプセル + ウルトラの父カプセル                                                        | 朝倉 リク （朝倉 陸） |             |
| ウルトラマンジード     | ロイヤルメガマスター     | サイドアース | キングソード ジードクロー 幻界魔剣ベリアロク | バルカンスパークル スウィングスパークル ロイヤルエンド                                    | ジードライザー + ベリアルカプセル + キングカプセル ↓ キングソード + キングカプセル                          | 朝倉 リク （朝倉 陸） |             |
| ウルトラマンジード     | ウルティメイトファイナル | サイドアース | ギガファイナライザー                         | ギガスラスト ライザーレイビーム クレセントファイナルジード レッキングノバ                 | ジードライザー + ギガファイナライザー + エボリューションカプセル                                            | 朝倉 リク （朝倉 陸） |             |
| ウルトラマンジード     | シャイニングミスティック | サイドアース |                                              | スペシウムスタードライヴ                                                                  | ジードライザー + ウルトラマンカプセル + シャイニングウルトラマンゼロカプセル                                | 朝倉 リク （朝倉 陸） | [ 注釈 54 ] |
| ウルトラマンジード     | トライスラッガー         | サイドアース |                                              | リフレクトスラッガー                                                                      | ジードライザー + オーブ エメリウムスラッガーカプセル + ベリアルカプセル                                     | 朝倉 リク （朝倉 陸） | [ 注釈 54 ] |
| ウルトラマンジード     | ムゲンクロッサー         | サイドアース | ゼロツインソード・ネオ                       | マジカルトライデントスラッシュ                                                            | ジードライザー + ティガカプセル + ルナミラクルゼロカプセル                                                  | 朝倉 リク （朝倉 陸） | [ 注釈 54 ] |
| ウルトラマンジード     | ブレイブチャレンジャー   | サイドアース |                                              | メビュームギガ光輪                                                                        | ジードライザー + メビウスカプセル + オーブ スペシウムゼベリオンカプセル                                     | 朝倉 リク （朝倉 陸） | [ 注釈 54 ] |
| ウルトラマンジード     | ファイヤーリーダー       | サイドアース |                                              | バーニングフロスト                                                                        | ジードライザー + メビウスカプセル + ゾフィーカプセル                                                        | 朝倉 リク （朝倉 陸） | [ 注釈 54 ] |
| ウルトラマンジード     | リーオーバーフィスト     | サイドアース |                                              | バーニングオーバーキック                                                                  | ジードライザー + レオカプセル + アストラカプセル                                                            | 朝倉 リク （朝倉 陸） | [ 注釈 54 ] |
| ウルトラマンジード     | マイティトレッカー       | サイドアース |                                              | フレイムコンプレッションウェーブ                                                          | ジードライザー + ダイナカプセル + コスモスカプセル                                                          | 朝倉 リク （朝倉 陸） | [ 注釈 54 ] |
| ウルトラマンジード     | フォトンナイト           | サイドアース |                                              | ナイトストリーム                                                                          | ジードライザー + ガイア（V2）カプセル + ヒカリカプセル                                                      | 朝倉 リク （朝倉 陸） | [ 注釈 54 ] |
| ウルトラマンジード     | ダンディットトゥルース   | サイドアース |                                              | ブレイザーバニシング                                                                      | ジードライザー + ウルトラの父カプセル + ベリアルカプセル                                                    | 朝倉 リク （朝倉 陸） | [ 注釈 54 ] |
| ウルトラマンジード     | ノアクティブサクシード   | サイドアース | ウルティメイトゼロソード                     | ソードレイ・オーバードライヴ                                                              | ジードライザー + ウルティメイトゼロカプセル + ネクサス ジュネッスカプセル                                   | 朝倉 リク （朝倉 陸） | [ 注釈 54 ] |
| ウルトラマンジード     | ギャラクシーライジング   | サイドアース | ウルトラゼットライザー                       | レッキングフェニックス ギャラクシーバースト                                               | ウルトラゼットライザー + ウルトラアクセスカード リクVer. + ギンガメダル + エックスメダル + オーブメダル     | 朝倉 リク （朝倉 陸） |             |
| ウルトラマンジード     | テトライトクロス         | サイドアース | ウルトラゼットライザー                       | ギガフィールドプレッシャー                                                                | ウルトラゼットライザー + ウルトラアクセスカード リクVer. + ジャックメダル + コスモスメダル + ネクサスメダル | 朝倉 リク （朝倉 陸） | [ 注釈 54 ] |

## ウルトラマンR/B（ルーブ）
| ウルトラマン名             | 形態     | 出身     | 使用武器・道具         | 主な必殺技 | 変身器具                                   | 変身者                                                                | 備考        |
| -------------------------- | -------- | -------- | ---------------------- | --- | ------------------------------------------ | --------------------------------------------------------------------- | ----------- |
| 『ウルトラマンR/B』        |          |          |                        | |                                            |                                                                       |             |
| ウルトラマンロッソ         | フレイム | 惑星O-50 | ルーブスラッガーロッソ | フレイムスフィアシュート クロススラッガー フレイムアクアハイブリッドシュート トリプルオリジウム光線 （クロススラッガー以降はブルアクアとの合体技） | ルーブジャイロ + タロウクリスタル          | 湊 カツミ （湊 活海）                                                 |             |
| ウルトラマンロッソ         | アクア   | 惑星O-50 | ルーブスラッガーロッソ | スプラッシュ・ボム | ルーブジャイロ + ギンガクリスタル          | 湊 カツミ （湊 活海）                                                 |             |
| ウルトラマンロッソ         | ウインド | 惑星O-50 | ルーブスラッガーロッソ | ハリケーンバレット ファイヤートルネード（ブルフレイムとの合体技）                                                                                  | ルーブジャイロ + ティガクリスタル          | 湊 カツミ （湊 活海）                                                 |             |
| ウルトラマンロッソ         | グランド | 惑星O-50 | ルーブスラッガーロッソ | グランドエクスプロージュン | ルーブジャイロ + ビクトリークリスタル      | 湊 カツミ （湊 活海）                                                 |             |
| ウルトラマンブル           | アクア   | 惑星O-50 | ルーブスラッガーブル   | アクアストリューム クロススラッガー フレイムアクアハイブリッドシュート トリプルオリジウム光線 （クロススラッガー以降はロッソフレイムとの合体技）   | ルーブジャイロ + ギンガクリスタル          | 湊 イサミ （湊 勇海）                                                 |             |
| ウルトラマンブル           | フレイム | 惑星O-50 | ルーブスラッガーブル   | フレイムエクリクス ファイヤートルネード（ロッソウインドとの合体技）                                                                                | ルーブジャイロ + タロウクリスタル          | 湊 イサミ （湊 勇海）                                                 |             |
| ウルトラマンブル           | ウインド | 惑星O-50 | ルーブスラッガーブル   | ストームシューティング | ルーブジャイロ + ティガクリスタル          | 湊 イサミ （湊 勇海）                                                 |             |
| ウルトラマンブル           | グランド | 惑星O-50 | ルーブスラッガーブル   | アースブリンガー | ルーブジャイロ + ビクトリークリスタル      | 湊 イサミ （湊 勇海）                                                 |             |
| ウルトラマンルーブ         |          | 惑星O-50 | ルーブコウリン         | ルーブボルテックバスター ルーブコウリンショット ルービウム光線                                                                                     | ルーブジャイロ + キワミクリスタル          | 湊 カツミ （湊 活海） & 湊 イサミ （湊 勇海）                         | [ 注釈 73 ] |
| ウルトラウーマングリージョ |          | 惑星O-50 |                        | グリージョショット | ルーブジャイロ（美剣サキ（美剣沙姫）仕様） | 湊 アサヒ （湊 朝陽）                                                 | [ 注釈 75 ] |
| ウルトラマングルーブ       |          | 惑星O-50 | ルーブコウリン         | グルービング光線 グルーブボルテックバスター グルーブコウリンショット                                                                               | ルーブジャイロ + マコトクリスタル          | 湊 カツミ （湊 活海） & 湊 イサミ （湊 勇海） & 湊 アサヒ （湊 朝陽） | [ 注釈 76 ] |

## ウルトラマンタイガ
| ウルトラマン名         | 形態                       | 出身                             | 使用武器・道具                       | 主な必殺技 | 変身器具                                    | 憑依した人間/変身者         | 備考        |
| ---------------------- | -------------------------- | -------------------------------- | ------------------------------------ | --- | ------------------------------------------- | --------------------------- | ----------- |
| 『ウルトラマンタイガ』 |                            |                                  |                                      | |                                             |                             |             |
| ウルトラマンタイガ     |                            | M78星雲・光の国 （ウルトラの星） | オーブレット ロッソレット ブルレット | ストリウムブラスター                                                                                               | タイガスパーク + タイガキーホルダー         | 工藤 ヒロユキ （工藤 優幸） |             |
| ウルトラマンタイガ     | フォトンアース             | M78星雲・光の国 （ウルトラの星） |                                      | オーラムストリウム                                                                                                 | タイガスパーク + フォトンアースキーホルダー | 工藤 ヒロユキ （工藤 優幸） |             |
| ウルトラマンタイガ     | トライストリウム           | M78星雲・光の国 （ウルトラの星） | タイガトライブレード                 | トライストリウムバースト クワトロスクワッドブラスター タイガブラストアタック タイタスバーニングハンマー 風真烈火斬 | タイガトライブレード                        | 工藤 ヒロユキ （工藤 優幸） | [ 注釈 79 ] |
| ウルトラマンタイガ     | トライストリウムレインボー | M78星雲・光の国 （ウルトラの星） | タイガトライブレード                 | レインボーストリウムバースト                                                                                       |                                             |                             | [ 注釈 79 ] |
| ウルトラマンタイタス   |                            | ウルトラの星・U40                | ジードレット エックスレット          | プラニウムバスター                                                                                                 | タイガスパーク + タイタスキーホルダー       | 工藤 ヒロユキ （工藤 優幸） |             |
| ウルトラマンフーマ     |                            | 惑星O-50                         | ギンガレット ビクトリーレット        | 極星光波手裏剣 | タイガスパーク + フーマキーホルダー         | 工藤 ヒロユキ （工藤 優幸） |             |
| ウルトラマンレイガ     |                            | なし                             | ニュージェネレーションレット         | レイガ・アルティメットブラスター レイガフォトンブロー レイガプロテクション                                         | ニュージェネレーションアイ                  | 工藤 ヒロユキ （工藤 優幸） | [ 注釈 83 ] |
| フィリス               |                            | M78星雲・光の国 （ウルトラの星） | 不詳                                 | 不詳 | 不詳                                        | 不詳                        | [ 注釈 84 ] |
| マティア               |                            | ウルトラの星・U40                | 不詳                                 | 不詳 | 不詳                                        | 不詳                        | [ 注釈 84 ] |
| グリゴレオス           |                            | ウルトラの星・U40                | 不詳                                 | 不詳 | 不詳                                        | 不詳                        | [ 注釈 84 ] |
| ニックス               |                            | ウルトラの星・U40                | 不詳                                 | 不詳 | 不詳                                        | 不詳                        | [ 注釈 84 ] |
| アンドロアレス         |                            | 不詳                             | コスモマグナム                       | コスモノヴァ | なし                                        | なし                        | [ 注釈 84 ] |

## ウルトラマンZ
| ウルトラマン名     | 形態                   | 出身                             | 使用武器・道具                            | 主な必殺技                                                                | 変身器具 | 憑依した人間/変身者                            | 備考        |
| ------------------ | ---------------------- | -------------------------------- | ----------------------------------------- | ------------------------------------------------------------------------- | --- | ---------------------------------------------- | ----------- |
| 『ウルトラマンZ』  |                        |                                  |                                           |                                                                           | |                                                |             |
| ウルトラマンゼット | オリジナル             | M78星雲・光の国 （ウルトラの星） | ウルトラゼットライザー ゼットランスアロー | ゼスティウム光線 ゼットスラッガー                                         | ウルトラゼットライザー + ウルトラアクセスカード ハルキVer. GUTSスパークレンス + ウルトラマンゼット オリジナルキー                                                                                            | ナツカワ ハルキ （夏川 遥輝）                  |             |
| ウルトラマンゼット | アルファエッジ         | M78星雲・光の国 （ウルトラの星） | ウルトラゼットライザー ゼットランスアロー | ゼスティウムメーザー                                                      | ウルトラゼットライザー + ウルトラアクセスカード ハルキVer. + ゼロメダル + セブンメダル + レオメダル GUTSスパークレンス + ウルトラマンゼット アルファエッジキー                                               | ナツカワ ハルキ （夏川 遥輝）                  |             |
| ウルトラマンゼット | ベータスマッシュ       | M78星雲・光の国 （ウルトラの星） | ウルトラゼットライザー ゼットランスアロー | ゼスティウムアッパー                                                      | ウルトラゼットライザー + ウルトラアクセスカード ハルキVer. + ウルトラマンメダル + エースメダル + タロウメダル GUTSスパークレンス + ウルトラマンゼット ベータスマッシュキー                                   | ナツカワ ハルキ （夏川 遥輝）                  |             |
| ウルトラマンゼット | ガンマフューチャー     | M78星雲・光の国 （ウルトラの星） | ウルトラゼットライザー ゼットランスアロー | ゼスティウムドライブ                                                      | ウルトラゼットライザー + ウルトラアクセスカード ハルキVer. + ティガメダル + ダイナメダル + ガイアメダル GUTSスパークレンス + ウルトラマンゼット ガンマフューチャーキー                                       | ナツカワ ハルキ （夏川 遥輝）                  |             |
| ウルトラマンゼット | デルタライズクロー     | M78星雲・光の国 （ウルトラの星） | 幻界魔剣ベリアロク                        | デスシウムクロー デスシウムファング デスシウムスラッシュ ゼスティウム光輪 | ウルトラゼットライザー + ウルトラアクセスカード ハルキVer. + ゼロビヨンドライズメダル + ジードライズメダル + ベリアルアトロシアスライズメダル GUTSスパークレンス + ウルトラマンゼット デルタライズクローキー | ナツカワ ハルキ （夏川 遥輝）                  |             |
| ウルトラマンゼット | シグマブレスター       | M78星雲・光の国 （ウルトラの星） |                                           | ゼスティウムレイバースト                                                  | ウルトラゼットライザー + ウルトラアクセスカード ハルキVer. + ゾフィーメダル + ティガメダル + メビウスメダル                                                                                                  | ナツカワ ハルキ （夏川 遥輝）                  | [ 注釈 54 ] |
| ウルトラマンゼット | レッドダメージ         | M78星雲・光の国 （ウルトラの星） |                                           |                                                                           | ウルトラゼットライザー + ウルトラアクセスカード ハルキVer. | ナツカワ ハルキ （夏川 遥輝） （セレブロ寄生） |             |
| ウルトラマンゼット | デスシウムライズクロー | M78星雲・光の国 （ウルトラの星） | 幻界魔剣ベリアロク                        | ゼスティウムデスバースト                                                  | |                                                |             |

## ウルトラマントリガー NEW GENERATION TIGA
| ウルトラマン名                               | 形態                         | 出身 | 使用武器・道具                                                      | 主な必殺技                                                                          | 変身器具                                                   | 変身した人間/変身者 | 備考 |
| -------------------------------------------- | ---------------------------- | ---- | ------------------------------------------------------------------- | ----------------------------------------------------------------------------------- | ---------------------------------------------------------- | ------------------- | ---- |
| 『ウルトラマントリガー NEW GENERATION TIGA』 |                              |      |                                                                     |                                                                                     |                                                            |                     |      |
| ウルトラマントリガー                         | マルチタイプ                 | 不明 | サークルアームズ マルチソード ウルトラデュアルソード トリガーモード | ゼペリオン光線 ゼペリオンソードフィニッシュ                                         | GUTSスパークレンス + ウルトラマントリガー マルチタイプキー | マナカ ケンゴ       |      |
| ウルトラマントリガー                         | パワータイプ                 | 不明 | サークルアームズ パワークロー ウルトラデュアルソード トリガーモード | デラシウム光流 デラシウムクローインパクト                                           | GUTSスパークレンス + ウルトラマントリガー パワータイプキー | マナカ ケンゴ       |      |
| ウルトラマントリガー                         | スカイタイプ                 | 不明 | サークルアームズ スカイアロー ウルトラデュアルソード トリガーモード | ランバルト光弾 ランバルトアローストライク                                           | GUTSスパークレンス + ウルトラマントリガー スカイタイプキー | マナカ ケンゴ       |      |
| ウルトラマントリガー                         | グリッタートリガーエタニティ | 不明 | グリッターブレード                                                  | グリッターゼペリオン光線 エタニティゼラデス エタニティボンバー エタニティバニッシュ | GUTSスパークレンス + グリッタートリガーエタニティキー      | マナカ ケンゴ       |      |
| ウルトラマントリガー                         | トリガートゥルース           | 不明 | -                                                                   | トゥルーゼペリオン光線 トゥルータイマーフラッシュ トゥルーボンバーストライク        | GUTSスパークレンス + トリガートゥルースキー                | マナカ ケンゴ       |      |

## ウルトラマンデッカー
| ウルトラマン名           | 形態               | 出身 | 使用武器・道具                                                                                 | 主な必殺技                              | 変身器具                                                                     | 変身した人間/変身者            | 備考 |
| ------------------------ | ------------------ | ---- | ---------------------------------------------------------------------------------------------- | --------------------------------------- | ---------------------------------------------------------------------------- | ------------------------------ | ---- |
| 『ウルトラマンデッカー』 |                    |      |                                                                                                |                                         |                                                                              |                                |      |
| ウルトラマンデッカー     | フラッシュタイプ   | なし | ディメンションカード怪獣（ミクラス、アギラ、ウインダム） ウルトラデュアルソード デッカーモード | セルジェンド光線 スライサーショット     | ウルトラDフラッシャー + ウルトラディメンションカード（フラッシュタイプ）     | アスミ カナタ デッカー・アスミ |      |
| ウルトラマンデッカー     | ストロングタイプ   | なし | ディメンションカード怪獣（ミクラス、アギラ、ウインダム） ウルトラデュアルソード デッカーモード | ドルネイドブレイカー                    | ウルトラDフラッシャー + ウルトラディメンションカード（ストロングタイプ）     | アスミ カナタ デッカー・アスミ |      |
| ウルトラマンデッカー     | ミラクルタイプ     | なし | ディメンションカード怪獣（ミクラス、アギラ、ウインダム） ウルトラデュアルソード デッカーモード | レアリュードウェーブ                    | ウルトラDフラッシャー + ウルトラディメンションカード（ミラクルタイプ）       | アスミ カナタ デッカー・アスミ |      |
| ウルトラマンデッカー     | ダイナミックタイプ | なし | デッカーシールドカリバー ウルトラデュアルソード デッカーモード                                 | ダイミュード光線                        | ウルトラDフラッシャー + ウルトラディメンションカード（ダイナミックタイプ）   | アスミ カナタ                  |      |
| ウルトラマンディナス     |                    | なし |                                                                                                | ディナライズサンダー ディナライズバーン | ウルトラDフラッシャー + ウルトラディメンションカード（ウルトラマンディナス） | ラヴィー星人ディナス           |      |

## ウルトラマンブレーザー
| ウルトラマン名             | 形態                 | 出身 | 使用武器・道具         | 主な必殺技 | 変身器具                                | 憑依した人間/変身者           | 備考 |
| -------------------------- | -------------------- | ---- | ---------------------- | --- | --------------------------------------- | ----------------------------- | ---- |
| 『ウルトラマンブレーザー』 |                      |      |                        | |                                         |                               |      |
| ウルトラマンブレーザー     |                      | M421 | チルソナイトソード     | スパイラルバレード レインボー光輪 イナズマラッシュ ライデンズフィニッシュ オーバーロード雷鳴斬 ブレーザー光線 | ブレーザーブレス + ブレーザーストーン   | ヒルマ ゲント （比留間 弦人） |      |
| ウルトラマンブレーザー     | ファードランアーマー | M421 | チルソファードランサー | チルソファード炎竜ウェイブ チルソファード炎竜射 チルソファード炎雷斬                                          | ブレーザーブレス + ファードランストーン | ヒルマ ゲント （比留間 弦人） |      |

## ウルトラマンアーク
| ウルトラマン名                    | 形態                 | 出身   | 使用武器・道具                    | 主な必殺技 | 変身器具                                        | 憑依した人間/変身者       | 備考        |
| --------------------------------- | -------------------- | ------ | --------------------------------- | --- | ----------------------------------------------- | ------------------------- | ----------- |
| 『ウルトラマンアーク』            |                      |        |                                   | |                                                 |                           |             |
| ウルトラマンアーク （ルティオン） |                      | 外宇宙 | アークアイソード                  | アークファイナライズ ルーナソードクレセント アークスパイラルバレード アークファイナライズオーバーロードセンセーション                                           | アークアライザー + アークキューブ               | 飛世 ユウマ （飛世 優馬） |             |
| ウルトラマンアーク （ルティオン） | ソリスアーマー       | 外宇宙 | ソリスナックル アークアイソード   | ソリスナックルインパクト ソリスソードエクスプロージョン | アークアライザー + ソリスアーマーキューブ       | 飛世 ユウマ （飛世 優馬） |             |
| ウルトラマンアーク （ルティオン） | ルーナアーマー       | 外宇宙 | ルーナソーサー アークアイソード   | ルーナトルネードソーサー ルーナソードキャッチャー | アークアライザー + ルーナアーマーキューブ       | 飛世 ユウマ （飛世 優馬） |             |
| ウルトラマンアーク （ルティオン） | ギャラクシーアーマー | 外宇宙 | アークフェザー アークギャラクサー | ギャラクサーファイナライズ ギャラクサーディフュージョンアロー ギャラクサースクリューフェザー 斬鬼流星剣 ギャラクサースパイラル ギャラクサーオーバー・ザ・トップ | アークアライザー + ギャラクシーアーマーキューブ | 飛世 ユウマ （飛世 優馬） |             |
| ウルトラマンアーク （ルティオン） | サトゥルーアーマー   | 外宇宙 |                                   | サトゥルーフリージング | アークアライザー + サトゥルーアーマーキューブ   | 飛世 ユウマ （飛世 優馬） | [ 注釈 88 ] |

## ウルトラマンオメガ
| ウルトラマン名         | 形態                 | 出身 | 使用武器・道具     | 主な必殺技                          | 変身器具                              | 憑依した人間/変身者        | 備考 |
| ---------------------- | -------------------- | ---- | ------------------ | ----------------------------------- | ------------------------------------- | -------------------------- | ---- |
| 『ウルトラマンオメガ』 |                      |      |                    |                                     |                                       |                            |      |
| ウルトラマンオメガ     |                      | 不明 | オメガスラッガー   | レティクリュート光線 オメガショット | オメガスラッガー + オメガメテオ       | オオキダ ソラト （オメガ） |      |
| ウルトラマンオメガ     | レキネスアーマー     | 不明 | レキネスカリバー   | レキネスカリバーコンティニュアス    | オメガスラッガー + レキネスメテオ     | オオキダ ソラト （オメガ） |      |
| ウルトラマンオメガ     | トライガロンアーマー | 不明 | トライガロンクロー | トライガロンクロークロススラッシュ  | オメガスラッガー + トライガロンメテオ | オオキダ ソラト （オメガ） |      |

## アニメ

### ザ☆ウルトラマン
ウルトラマンジョーニアスは、アニメ作品だけではなく1979年の映画『ウルトラマン怪獣大決戦』、2002年の映画『新世紀ウルトラマン伝説』、『ウルトラギャラクシーファイト』に実写で登場し、他のウルトラ兄弟と並んで出演している。他プロダクション（日本サンライズ）との共同制作。
ウルトラマンジョーニアス
商品展開では「ウルトラマンJ（ウルトラマンジョー）」とも呼ばれる。劇中人物は「ウルトラマン」、U40側では「ジョーニアス」と呼称。
- 出身：ウルトラの星・U40
- 主な必殺技：プラニウム光線、アストロビーム、ロッキングスパーク
- 変身器具：ビームフラッシャー
- 人間体：（憑依）ヒカリ 超一郎、（変身）ジョーニアス

ロト
- 出身：ウルトラの星・U40
- 主な必殺技：ロトラリア光線
- 変身器具：なし
- 人間体（変身）：ロト

エレク
- 出身：ウルトラの星・U40
- 主な必殺技：エレクリウムビーム
- 変身器具：なし
- 人間体（変身）：エレク

アミア
- 出身：ウルトラの星・U40
- 主な必殺技：アミアッシャー
- 変身器具：なし
- 人間体（変身）：アミア

U40 5大戦士（メレグ、ノア、ミゲル他）
- 出身：ウルトラの星・U40

### ウルトラマンUSA
光の国シリーズの外伝的作品。他プロダクション（ハンナ・バーベラ・プロダクション）との共同制作。実写では2002年の映画『新世紀ウルトラマン伝説』、2022年の特撮Webドラマ『ウルトラギャラクシーファイト 運命の衝突』で他のウルトラ兄弟や平成ウルトラマンと並んで出演している。
ウルトラマンスコット （ULTRAMAN SCOTT）
- 出身：M78星雲・アルタラ星
- 必殺技：グラニウム光線、ウルトラスライサー、ウルトラ・シンクロビーム（チャック、ウーマンベスとの合体技）
- 変身器具：なし
- 人間体（憑依）：スコット・マスターソン

ウルトラウーマンベス （ULTRAWOMAN BETH）
- 出身：M78星雲・アルタラ星
- 必殺技：グラニウム光線、ウルトラ・スパウト
- 変身器具：なし
- 人間体（憑依）：ベス・オブライエン

ウルトラマンチャック （ULTRAMAN CHUCK）
- 出身：M78星雲・アルタラ星
- 必殺技：グラニウム光線、ウルトラ・バブル・ビーム
- 変身器具：なし
- 人間体（憑依）：チャック・ギャビン

### ウルトラマンキッズ
マー
- 出身：M78星雲・キッズ星（M7.8星）

セブ
- 出身：M78星雲・キッズ星（M7.8星）

ター
- 出身：M78星雲・キッズ星（M7.8星）

エス
- 出身：M78星雲・キッズ星（M7.8星）

ピコ
- 出身：M78星雲・キッズ星（M7.8星）

ルーキィ
- 出身：M78星雲・キッズ星（M7.8星）

ルート
- 出身：M78星雲・キッズ星（M7.8星）

ノージィ
- 出身：M78星雲・キッズ星（M7.8星）

### ウルトラマングラフィティ
ウルトラマックン
- 出身：M78星雲・光の国

ウルトラマンの息子。
ウルトラメル
- 出身：M78星雲・光の国

ウルトラマンの娘。
ウルトラメグ
- 出身：M78星雲・光の国

ウルトラマンの妻。
ウルトラブーン
- 出身：M78星雲・光の国

ウルトラセブンの息子。
ウルトラセラ
- 出身：M78星雲・光の国

ウルトラセブンの娘。
ウルトラセリア
- 出身：M78星雲・光の国

ウルトラセブンの妻。

### ウルトラマンカンパニー
ウルトラくん
ウルトラマンカンパニーの会社員。
セブン社長
ウルトラマンカンパニーの社長。

### ウルトラニャン
ウルトラニャン
- 出身：猫座・フェリス星
- 必殺技：マネキウム光線、ニャン・チャン・フォム
- 変身器具：フェリス・ニャンリング（尻尾ニャンテールの道具）
- 変身前：ニャン（宇宙猫）

### Upin & Ipin
マレーシアの3DCGテレビアニメ『ウピンとイピン』で初登場した円谷プロ公認のウルトラマン。

ウルトラマンリブット （Ultraman Ribut）
ギャラクシーレスキューフォース所属のウルトラ戦士。手足に配した光の結晶体Gクリスタルに貯蔵された神秘の宇宙物質ギャラクシウムがエネルギー源となっている。左腕に装備したリブットブロッカーからはバリヤーブロッカーエフェクトを展開させる。さらに、後述の『ウルトラギャラクシーファイト 大いなる陰謀』Chapter.1では左腕にリブットブロッカー、右腕に光の長棍スプレッダーロッドをそれぞれ初めて装備すると共に、入手経緯が明かされる。
「リブット」はマレー語で「嵐」を意味するほか、アクションには東南アジアの伝統武術シラットが取り入れられている。
- 活動時間：3分
- 必殺技：ギャラクシウムブラスター、リブットキックG、リモートカッター、ストロングネット
- 使用武器・道具：ギャラクシウム、リブットロッド、スプレッダーロッド
- 変身器具：Gフラッシュ（『Upin & Ipin』）、GUTSスパークレンス+ウルトラマンリブットキー（『ウルトラマントリガー NEW GENERATION TIGA』）
- 人間体：テラサワ（『Upin & Ipin』）、青年リブット（『ウルトラマントリガー NEW GENERATION TIGA』）
- アニメ本編の3DCGとアトラクション用スーツではデザインが若干異なり、前者の身体の各所に細く引かれている（アップ時に確認できる）黒いラインは後者では省略されているため、より初代ウルトラマンに似た姿となっている。

その他の作品
『新ウルトラマン列伝』
最終回（第155話）のウルトラマン50周年記念映像で立ち並ぶ他のウルトラ戦士たちに混じって登場。
『ウルトラギャラクシーファイト ニュージェネレーションヒーローズ』
2019年にYouTubeにて独占配信されたオリジナル短編作品。実写作品の本編への登場はこれが初である。
ギャラクシーレスキューフォースとして活動中、ウルトラマンタロウからウルトラサインを介して協力を要請され、エタルガーによるロッソとブルの窮地に駆けつける。タロウからはウルトラダークキラー復活の原因に関する捜査も依頼されており、まもなく黒幕がウルトラマントレギアであることを突き止める。足止めとして召喚されたレッドキング2体を倒すもトレギアには逃げられてしまい、ニュージェネレーションヒーローズに後を託す。
- 声：駒田航
  - 駒田によればリブット役はオーディションではなく直接のオファーであった。海外発であるリブットの出自に10年ほどの海外滞在経験を持つ自分の背景を捉えて指名されたと聞いているが、その当時はリブットがマレーシアで人気だったことについては知らなかったという。

- 容姿はアトラクション用スーツに準拠しており、リブットブロッカーも防具として用いている。
- リブットブロッカーは、初代ウルトラマンとの見分けがつかなかったことから追加された。プロップは新規造形であり、左腕のアームカバーを外した状態で裏側に斜めに渡されたベルクロ留めのベルトとグリップにより、固定される。また、左右非対称でサイドの張り出しが内側に来る方が長くなっており、エッジ断面や裏面にはデザイン画にないモールドが施されている。

『ウルトラギャラクシーファイト 大いなる陰謀』
前作の続編。
Chapter.1『動き出す陰謀 -The Beginning-』では実質的な主人公であり、ギャラクシーレスキューフォースの参加以前に光の国の文明監視員だった時代が描かれる。ウルトラマンマックスと共に訪れた惑星ミカリトにてマガオロチの卵を発見し、それを育てていたスラン星人の罠に落ちたマックスの指示で光の国へ退却する。その後、タロウの指示でK76星に出向き、ウルトラマングレートとウルトラマンパワードによる特訓で潜在能力を解放して覚醒させると、両者からリブットブロッカーとスプレッダーロッドを授かり、3人でマックスの救出へ向かう。ゴーデス細胞によって暴走したマックスをソラから託された抗体で元に戻し、駆けつけたウルトラマンゼノンによる助力もあってマガオロチたちの撃破に成功する。光の国へ帰還した後、タロウやウルトラマンヒカリの指示でソラと共に光の国の代表としてギャラクシーレスキューフォースに参加する。
以上の経緯ゆえ、覚醒前の容姿は左腕のアームカバーが外れてGクリスタルが露出している。また、かつてタロウの教え子の1人だったこともギャラクシーレスキューフォースへ派遣される際の会話で明かされている。
- 声：駒田航
- マスクは『メビウス』に登場した初代ウルトラマンの改造で、スーツも同様の手法で製作されているが、手足はスーツの内側にグローブとブーツが来るティガ以降のスタイルが踏襲された。目も初代ウルトラマンと同様の形状だが、覗き穴は内側の輪郭に沿ったスリットに変更された。カラータイマーも初代ウルトラマンと同様の型から抜かれたもので、ディテールを左右に追加している。デザイン画では細かいパネルラインが体表に描かれていたが、本作品で使用されたスーツではオミットされた。

『ウルトラマントリガー NEW GENERATION TIGA』
『ウルトラギャラクシーファイト』での設定を引き継ぎ、ギャラクシーレスキューフォースの一員として登場する。本作品では青年の姿をした人間態を披露し、Gフラッシュではなくシズマユナから光を開放するアイテムとして借り受けたGUTSスパークレンスとゴモラキーに光を込めて自ら生成したウルトラマンリブットキーで変身する姿も見せる。変身時の口上は、「命を救う銀河の光！」。
ウルトラマントリガーに宿ったエタニティコアをレスキューするため、アブソリュートディアボロを追って本作品の世界に現れる。ディアボロに追い詰められたトリガーを救助した後はグリッタートリガーエタニティの制御に苦心するマナカケンゴにユナとともに心を無にして本能にタップする特訓を施して、力をコントロールする術を身につけさせる。そしてトリガーやナースデッセイ号とともにディアボロを倒し、ギャラクシーレスキューフォースへ帰還する。
- 演（青年）：土屋神葉、声：駒田航
- スーツアクター：石川真之介

### Ultraman: Rising
ウルトラマン
- 出身：不明
- 主な必殺技：スペシウム光線、ウルトラパンチ、ウルトラスラッシュ、ウルトラバリヤー
- 変身器具：なし
- 人間体（変身）：サトウ・ケン

ウルトラダッド
- 出身：不明
- 主な必殺技：スペシウム光線
- 変身器具：なし
- 人間体（変身）：サトウ教授

## その他の映像作品展開
ウルトラマンキヨタカ
- 出身：ハワイ

杉山清貴の曲『夜明け前』がきっかけで誕生した唯一の個人専属ウルトラマン。

### アンドロメロス
雑誌展開と帯番組から成る外伝的作品。
アンドロメロス
- 主な必殺技：アンドロビーム、グレートスパークレイランサー、スパークハイパー、グランビーム、グランフリーズ
- 使用武器・道具：ダブルサーベル（強力ダブルサーベル）、ダブルランサー（強力ダブルランサー）、コスモクロス、グランテクター、キングサーベル

アンドロウルフ
- 主な必殺技：Uブーメラン、ダブルU、アンドロビーム
- 使用武器・道具：スオードU、コスモクロス

アンドロマルス
- 主な必殺技：コスモバズーカ、アンドロビームコスモオーラ（マルスオーラ）
- 使用武器・道具：コスモクロス、反重力ネット

アンドロフロル
- 主な必殺技：フロルスパーク、アンドロビーム、レーザーショット・グランファイナル（アンドロ超戦士の合体技）
- 使用武器・道具：フロルウィング、フロルカッター

### ウルトラマンM730 ウルトラマンランド
ウルフェスなどで人気を集めていた「怪獣人形劇・ウルトラP」の映像版。P78星雲ウルトラPの星にあるウルトラマンランドに住む怪獣たちを描いた作品。イベントで上演される「怪獣人形劇・ウルトラP」も併記する。
アルマ
- 80の幼馴染。

ウルトラマンロボッチ
- ウルトラPに登場。セブンガーの弟で怪獣ボールRから変形、または登場する。

### ウルトラマンゼアス
出光興産とのタイアップで制作されたパロディ的作品。
ウルトラマンゼアス
- 出身：Z95星雲“ピカリの国”
- 使用武器・道具：Zカプセル光獣（ミラクロン）
- 必殺技：スペシュッシュラ光線、ウルトラかかと落とし（ゼアス・ヒールクラッシュ）、クロス・スペシュッシュラ光線
- 変身器具：ピカリブラッシャー（『ウルトラマンゼアス』）→ピカリブラッシャー2（『ウルトラマンゼアス2』）
- 人間体（変身）：朝日 勝人

ゼアスの父
- 出身：Z95星雲“ピカリの国”

ウルトラサインで勝人を励まし、カプセル怪獣を彼に与えた。超全集ではウルトラの父のような角を持っていることが分かるシルエットが描かれている。

### ウルトラ出光人
出光興産とのタイアップで誕生したウルトラマン。
ウルトラマンHotto
- 出身：Z95星雲
- 必殺技：ホット光線

ウルトラ出光人の一人。
ウルトラマンMotto
- 出身：Z95星雲
- 必殺技：モット光線

ウルトラ出光人の一人。
ウルトラマンKitto
- 出身：Z95星雲
- 必殺技：キット光線

ウルトラ出光人の一人。

### ウルトラマンナイス
バンダイのコマーシャル専用のウルトラマン。
ウルトラマンナイス
- 出身：TOY1番星
- 必殺技：ミレニアムクロス、ベリーナイス光線、ミレニアムショット
- 変身器具：ナイスドリーマー（厳密にはその内部に収納されているチョコボール、シークレット・チョコ）（企画：ドリームスター）
- 人間体：夢星 銀河

### ウルバラM78
ウルトラマンピクト
- 出身：M78星雲・光の国（ウルトラの星）

M78星雲の子供ウルトラマンの一人。宿題を忘れたため、地球で勉強することになる。『ウルころ』ではボーイの先輩として紹介される。
- 初稿では決定稿となったもののベースとなった初稿1のほか、トリプルファイターやAnotherティガをベースにデザインされたものも存在する。スーツアクターが入ることを想定して描かれていなかったが、初稿1をベースとしてスーツアクターが入ることを前提にデザインしたものが決定稿となった。

### 新世紀2003ウルトラマン伝説 THE KING'S JUBILEE
ゼアス・ファンキーグループ
ウルトラマンゼアスの同族。
B-BOY・ゼアスJr.
ウルトラマンゼアスの息子。
セブン・シャッフル
ウルトラセブンの同族。
エース・ギャラクシーステップ
ウルトラマンAの同族。
80・スーパークール
ウルトラマン80の同族。
ティガ・スピニング
ウルトラマンティガの同族。
ダイナ・ロックステディ
ウルトラマンダイナの同族。
ガイア・エレクトリック
ウルトラマンガイアの同族。
アグル・ブギーダウン
ウルトラマンアグルの同族。
コスモス・エアー
ウルトラマンコスモスの同族。
ジャスティス・ポインター
ウルトラマンジャスティスの同族。

### ウルトラマンボーイのウルころ
ウルトラマンボーイ
- 出身：M78星雲・光の国（ウルトラの星）
- 必殺技：ピカット光線

M78星雲のウルトラマンの子供の一人。ウルトラの星立ウルトラ小学校にてティガ・ダイナ・ガイア・アグルなどに指導を受け、勉強している。

### ウルトラエッグ
バンダイのコマーシャル用のウルトラマン。
Dr.エッグ
ウルトラマンナイスによく似た容姿のサングラスと白衣を着たウルトラエッグの研究者。

### 激闘バトル！ウルトラマンタカミー
ウルトラマンタカミー
- 必殺技：タカミウム光線
- 演：高見沢俊彦

「高見沢俊彦 プロデュース ウルトラヒーローソング列伝」のショートムービー「激闘バトル！ウルトラマンタカミー」に登場。
姿はブラザーズマントを纏った高見沢俊彦そのもの。サングラスの重さは1万トンあり、外すとエネルギーが放出される。

### ULTRAMAN n/a
2015年7月17日に円谷プロがYouTubeにて公開した短編動画『ULTRAMAN n/a』に登場するウルトラマン。
渋谷の地下から現れた謎の怪獣のもとへ現れ、肉弾戦を展開する。フルCGで描かれる筋肉質の全身が初代ウルトラマン（Aタイプ）に酷似していること以外、出身や必殺技、変身者などの詳細は一切不明。
制作はデジタル・フロンティアが担当した。

### ウルトラギャラクシーファイト
ウルトラマンレグロス
- 出身：不明
- 必殺技（得意技）：赤龍白虎拳、閃光烈破弾、白虎赤龍弾、幻獣覇王拳、精鶴水蛇拳、無影赤龍白虎脚

『ウルトラギャラクシーファイト 運命の衝突』
声：仲村宗悟
アブソリューティアンに囚われていた、謎のウルトラマン。竜座D60での修業で宇宙最強と呼ばれるコスモ幻獣拳の流派・赤龍白虎拳を体得しており、右腕の紋章に電撃白虎拳、左腕の紋章に火炎赤龍拳の力をそれぞれ象徴している。
厳密には過去から連行されてきた並行同位体であり（『運命の衝突』で救出された後、光の国にて告白している）、現在における本人の生死については不明。
ウルトラマンレグロス（アーリースタイル）
- 登場作品：『ウルトラマンレグロス』

幻獣闘士に拾われ、コスモ幻獣拳を会得する前の状態。

### シン・ウルトラマン
ウルトラマン（リピアー）
- 出身：光の星
- 必殺技：光波熱線（スペシウム光線）
- 変身器具：ベーターカプセル
- 人間体（憑依）：神永 新二

ゾーフィ
- 出身：光の星

## ステージ
偽物や悪のウルトラマンは「偽物、悪のウルトラマン」を参照。

### ウルトラマンフェスティバル2005ライブステージ
ウルトラマンアンドロイド
- 出身：地球、UDF池袋サンシャイン支部

ダダ少年の家に執事として務めるアンドロイド。

### ウルトラマンフェスティバル2011ふれあいステージ
ララ
- 出身：M78星雲・光の国

光の国のアイドル。

### 2011ウルトラマンレジェンドステージ
ゾラ
- 出身：M78星雲・光の国

ウルトラマンの親友。

### ウルトラファミリー大集合2012ライブステージ
ボイス
- 出身：M78星雲・光の国

光の国の音楽の先生、ウルトラマンゼロの幼馴染。

### ウルトラマンフェスティバル2016ライブステージ
マーリエ、ハルカ、エリー
- 出身：M78星雲・光の国
- 人間体（変身）：ウルトラMCガールズのおねえさん

宇宙警備隊女性隊員。

### ウルトラファミリー大集合 IN すかがわ2016ライブステージ
ピアニー
出身：M78星雲・光の国
仮想都市「すかがわ市M78光の町」観光課のおねえさん

### ウルトラマンフェスティバル2018ライブステージ
ソラ
- 出身：M78星雲・光の国

光の国の少女。
『ウルトラギャラクシーファイト 大いなる陰謀』、『ウルトラギャラクシーファイト 運命の衝突』
- 声：潘めぐみ

第一章に登場。本作品ではウルトラマンリブットの幼馴染や宇宙警備隊科学技術局のウルトラ族の女性科学者であることが判明しているほか、シールド・フルールと呼ばれる花弁状に展開するバリアを胸のフラワーテクターから展開する能力を持つ。ユリアンの補佐で惑星カノンを訪れた際にルーゴサイトに襲撃されるが、80によって助けられる。光の国へ帰還した後はヒカリとともにゴーデス細胞の抗体を製造し、マックスの救助に貢献する。その後はその功績を認められリブットとともにギャラクシーレスキューフォースへ派遣される。
『ウルトラマンレグロス ファーストミッション』
惑星マイジーへとリブットの行方を追うが、ザラブ星人に拘束される。

## 漫画、小説、絵本
一般市民や宇宙警備隊員としてオリジナルのウルトラマンが多数登場するが、名前がある物のみ記載する。漫画作品に登場する偽物や悪のウルトラマンは「偽物、悪のウルトラマン」を参照。

### ウルトラマンタロウ 小学三年生
作：みやぞえ郁雄
- ウルトラウルフ

### ザ・ウルトラマン
作：内山まもる
- ウルトラマンメロス
- ファイタス
- ゾルビー
- エルフ

### ウルトラマンメビウス外伝 アーマードダークネス ジャッカル軍団大逆襲!!
作：内山まもる
- アウラ

### ウルトラ兄弟物語
作：かたおか徹治
- ウルトラマンジャック（ウルトラの父の兄。帰ってきたウルトラマンとは別人）
- ジュピター
- 大セブン
- ウォーリアン
- ウルトラマンレッド
- シーザー
- レッドファイター
- モル

### ウルトラマン80物語 試練の旅立ち（ウルトラマン80大百科）
作：かたおか徹治
- テッド

### 宇宙戦士アンドロマルス
作：かたおか徹治
- ウルトラマンX（ウルトラマンXとは別人）

### なくな!ゾフィー
作：制野秀一
- サニー

### ゾフィー死の決戦
作：制野秀一
- ジャガー

### ウルトラ兄弟物語 ウルトラさいごの戦い
作：坂丘のぼる
- ビッグウルトラ
  - ウルトラ兄弟が合体して新たなウルトラマンになった存在。

### ウルトラマン80 テレビマガジン
作：池原しげと
- ドルフィ
- ゾラ（2011ウルトラマンレジェンドステージに登場した初代ウルトラマンの親友とは別人）

### ウルトラマン80 バックルビーム物語
作：シュガー佐藤
- ファイタス（漫画『ザ・ウルトラマン』に登場したウルトラ戦士とは別人）

### ウルトラマン80 宇宙大戦争
作：居村眞二
- ユタ

### ウルトラ超伝説
作：居村眞二
- プロメテウス
- トラン

### 決戦!ウルトラ兄弟
作：居村眞二
- クルス

### ウルトラマンひみつ大百科
作：宮田淳一
- クロード
  - ウルトラの父の指令で初代ウルトラマンと共にベムラーを捕獲しようとしたが敗死、その際初代ウルトラマンにベーターカプセルを渡した。ハヤタと初代マンが出会う前の物語となっている。

### ウルトラマン超闘士激伝
原作：瑳川竜、作画：栗原仁
- 闘士ウルトラマン/超闘士ウルトラマン
- 闘士ウルトラセブン/守護闘士ウルトラセブン
- 闘士ウルトラマンジャック
- 闘士ウルトラマンエース/守護闘士ウルトラマンエース
- 闘士ウルトラマンタロウ/超闘士ウルトラマンタロウ/守護闘士ウルトラマンタロウ
- 闘士ウルトラマンレオ
- 闘士アストラ
- 闘士ウルトラマンジョーニアス
- 闘士ウルトラマン80
- 守護闘士ウルトラマンG
- 闘士ウルトラマンネオス
- 闘士ウルトラセブン21
- 闘士ウルトラマンメビウス/メビウスバーニングブレイブ/メビウスブレイブ/メビウスインフィニティ
- 闘士ウルトラマンヒカリ/ブレイブモード
- 闘士ウルトラマンコスモス ルナモード/コロナモード/エクリプスモード
- 闘士ゾフィー

### ウルトラマンSTORY 0
作：真船一雄
- ゴライアン
- ザージ
- ドリュー
- カラレス
- フレア
- ルティア
- アルフォンヌ
- アルス
- アキュラ

### ULTRAMAN
原作：清水栄一、作画：下口智裕
- PROTOTYPE SUIT（装着者：早田進）
- ULTRAMAN SUIT（装着者：早田進次郎）
- ULTRAMAN SUIT Ver.7（装着者：諸星弾）
- ULTRAMAN SUIT A（装着者：北斗星司）
- ULTRAMAN SUIT JACK（装着者：ジャック）
- ULTRAMAN SUIT ZOFFY（装着者：早田進）
- ULTRAMAN SUIT TARO（装着者：東光太郎）
- MARIE SUIT（装着者：佐山レナ）

### ぼくだってウルトラマン
著：よしながこうたく
- ウルトラマンユウキ
  - 出身：M78星雲
  - 身長：11メートル

### Another Genesis
著：足木淳一郎、イラスト：後藤正行
- ブラスト（人間体：ブラスト）
- ウルトラマンベリアル
- ウルトラマン
- ウルトラセブン
- ＜武を司る神＞ジャック
- ＜月の女神＞エース
- ＜荒ぶる闘神＞タロウ
- ＜青白い巨人＞、＜赤黒い巨人＞
- ティガ
- 無頼の漢＜父＞
- 獅子＜レオ＞
- 王

### ウルトラマン妹
著：小林雄次 、イラスト：水瀬凛
- ジャンヌ（人間体（憑依）：月島 あかり）
- アムール（人間体（変身）：如月 ユキ）

### ウルトラマンデュアル - ウルトラマンデュアル2
著：三島浩司

#### 地球人
- ウルトラマンデュアル/シラヌイ（人間体：片蔵正平）
- ウルトラマンデュアルII/シラヌイ（人間体：二柳日々輝）
- ウルトラウーマンメザニン（人間体：栗村円）
- ウルトラウーマンタマキ（人間体：一ノ瀬環）
- ウルトラウーマンデュアル（人間体：栗村円&一ノ瀬環）
  - ウルトラウーマンメザニンとウルトラウーマンタマキが合体した姿。
- ウルトラ・オペレーションを施された人間たち

#### 光の国
- ウルトラセイントティア
- ブリッジ
- バゴ
- ベク
- ベセタ
- 地平を見張る者
- 青史をしおる者
- ミュゼ
- グミール
- ロクソ
- ルルノ
- ダンリ

#### その他
- ナヴィガーレ/ウンリュウ（人間体（融合）：友利三矢）
  - ウルトラ・オペレーションを施された左道に生きる6番星人。
- リッコ
  - ウルトラ・オペレーションを施されたヴェンダリスタ星の小動物。ヴェンダリスタ星人キップが憑依。
- 堕落の翼/不落の翼
  - 光の国が宇宙警備隊を引き継ぐ以前の初代宇宙警備隊。

### ウルトラマンF
著:小林泰三
- 巨人兵士F （装着者：富士明子）
- ウルトラマンF （人間体：富士明子）

## チャイヨー・プロダクション製作
現在は円谷プロダクション非公認となっており、存在そのものが扱われていない。
- ハヌマーン（人間体：コチャン）
  - ウルトラの母（ウルトラウーマンマリー）に蘇生せられたが、厳密にはウルトラマンではない。
- ウルトラマンミレニアム
- ダークウルトラマン
- ウルトラマンエリート

## プロレスラー
円谷プロダクションが公認しているのはウルトラマンロビンのみである。
- ウルトラマンロビン
- ウルトラマン（プロレスラー）
- ウルトラセブン（プロレスラー）
- ウルトラマン・ジュニア
- アミーゴ・ウルトラ
- ウルトラタロー

## 偽物、悪のウルトラマン

### 上記のウルトラマンと同族
上記のウルトラマンと同族（超古代の巨人やM78星雲出身者）または、洗脳された戦士など。
イーヴィルティガ
- 登場作品：『ウルトラマンティガ』
- 出身：不明（サイテックビル地下神殿）（超古代文明）
- 主な必殺技（得意技）：イーヴィルショット、イーヴィルビーム
- 人間体：マサキ・ケイゴ（超古代では未登場で不明）、イーヴィル（DARKNESS HEELS）
- 変身器具：スパークレンス（マドカ・ダイゴから強奪したもの）+光電子コンバーター（ウルトラマンティガ）、ブラックスパークレンス（DARKNESS HEELS）

超古代の地球の平和を護っていた光の巨人の石像にマサキ・ケイゴが邪な心を持ったまま同化したため、巨人の力を制御できなくなって暴走したもの。
存在としてはティガ同様光の巨人（ウルトラマン）であり、シリーズ中でも異色の存在。
ティガダーク
- 登場作品：『ウルトラマンティガ THE FINAL ODYSSEY』
- 出身：不明（超古代文明）
- 人間体：マドカ・ダイゴ （超古代では未登場で不明）
- 変身器具：ブラックスパークレンス

超古代において、ティガが闇の巨人として変化した時の姿。下記のカミーラ、ダーラム、ヒュドラもティガダーク同様に光の巨人から変化したものである。
愛憎戦士 カミーラ
- 登場作品：『ウルトラマンティガ THE FINAL ODYSSEY』
- 出身：超古代遺跡ルルイエ（超古代文明）
- 人間体：カミーラ
- 得意技：カミーラウィップ、アイゾード、デモニックチェンジ（闇黒魔超獣デモンゾーアに変貌）
- 変身器具：闇のスパークレンス（金色のスパークレンス）

剛力戦士 ダーラム
- 登場作品：『ウルトラマンティガ THE FINAL ODYSSEY』
- 必殺技（得意技）：ファイアマグナム、スクイッダー
- 人間体：ダーラム
- 出身：超古代遺跡ルルイエ（超古代文明）
- 変身器具：闇のスパークレンス（企画）

俊敏戦士 ヒュドラ
- 登場作品：『ウルトラマンティガ THE FINAL ODYSSEY』
- 人間体：ヒュドラ
- 出身：超古代遺跡ルルイエ（超古代文明）
- 必殺技（得意技）：ヒューガスト、空中殺法、バルテスター、ルマージョン
- 変身器具：闇のスパークレンス（企画）

ウルトラマンベリアル
- 登場作品：『大怪獣バトル ウルトラ銀河伝説 THE MOVIE』
- 人間体（憑依）：石刈アリエ（ウルトラマンジード）
- 人間体：ベリアル（DARKNESS HEELS）
- 出身：M78星雲・光の国（ウルトラの星）
- 主な必殺技（得意技）：ベリアルジェノサンダー、ベリアルショット、百体モンスロード（百体怪獣召喚）
- 使用武器、道具：ギガバトルナイザー
- 変身器具：なし（DARKNESS HEELS）

光の国の反逆者。かつてはウルトラの父の戦友にして後述のアーリースタイルであったが、光の国を追放された際にレイブラッド星人と融合し、禍々しいこの姿への変貌を遂げた。
ウルトラマンベリアル アーリースタイル
元々M78星雲のウルトラ戦士のころの姿。
- 登場作品：『ウルトラギャラクシーファイト 大いなる陰謀』、『ウルトラギャラクシーファイト 運命の衝突』
- 必殺技（得意技）：デスシウム光線、ベリアルフラッシュ、ベリアルクロー、ベリアルサンダー
- 使用武器：幻界魔剣ベリアロク

銀河皇帝 カイザーベリアル
- 登場作品：『ウルトラマンゼロ THE MOVIE 超決戦!ベリアル銀河帝国』
- 主な必殺技（得意技）：デスシウム光線、カイザーベリアルクロー
- 使用武器、道具：ベリアルマント

ベリアル銀河帝国の皇帝となった新たな姿。右目の傷と分厚いベリアルマントが特徴。
暗黒大皇帝 カイザーダークネス
- 登場作品：『ウルトラゼロファイト 第2部「輝きのゼロ」』（ウルトラマン列伝）
- 必殺技（得意技）：レゾリューム光線
- 使用武器、道具：ダークネストライデント、ダークネスブロード

一度は死んだベリアルの魂が、アーマードダークネスと一体化して蘇った姿。
ウルトラマンベリアル アトロシアス
- 登場作品：『ウルトラマンジード』
- 必殺技：アトロスバースト、アトロスヘルクロー
- 使用武器、道具：ギガバトルナイザー

ベリアルがダークルギエルとエンペラ星人の怪獣カプセルでデモニックフュージョン・アンリーシュした究極形態。
ゼロダークネス
- 登場作品：『ウルトラゼロファイト 第2部「輝きのゼロ」』（ウルトラマン列伝）
- 必殺技：デスシウムショット、ダークゼロツインシュート
- 使用武器・道具：ゼロスラッガー

ベリアルの魂が、ゼロの身体に乗り移った姿。
ウルトラマンオーブダーク（ウルトラマンオーブダークノワールブラックシュバルツ）
- 出身：地球
- 人間体：愛染マコト（愛染誠）（憑依生命体チェレーザ憑依）
- 登場作品：『ウルトラマンR/B』
- 必殺技：ダークオリジウム光線、ダークストビュームダイナマイト、オーブダークロックカリバー、オーブダークインフェルノカリバー、オーブダークアイスカリバー
- 使用武器・道具：オーブダークカリバー
- 変身器具：オーブリングNEO

ウルトラマントレギア
- 出身：M78星雲・光の国（ウルトラの星）
- 人間体：霧崎
- 登場作品：『劇場版 ウルトラマンR/B セレクト! 絆のクリスタル』 、『ウルトラマンタイガ』、『劇場版 ウルトラマンタイガ ニュージェネクライマックス』
- 必殺技：トレラアルティガイザー、トレラケイルポス、イスキュロス・イーバ、オプトダクリス、トレラ・スラー、ギアギダージ、イスキュロス・ダイナミス、トレラアルディガ、トレラ・パンタスマ、トレラテムノー
- 変身器具：トレギアアイ

ウルトラマントレギア アーリースタイル
- 登場作品：『ウルトラギャラクシーファイト 大いなる陰謀』、『ウルトラギャラクシーファイト 運命の衝突』
- 必殺技：トレラシウム光線

元々M78星雲のウルトラ戦士のころの姿。
妖麗戦士 カルミラ
- 登場作品：『ウルトラマントリガー NEW GENERATION TIGA』、『ウルトラマンデッカー』
- 人間体：カルミラ
- 使用武器・道具：カルミラバトン
- 得意技：カルミラウィップ、カルミラフィンガースパーク
- 変身器具：なし

剛力闘士 ダーゴン
- 登場作品：『ウルトラマントリガー NEW GENERATION TIGA』
- 必殺技（得意技）：ファイアビートクラッシャー、ダーゴメッタ、ダーゴキック

俊敏策士 ヒュドラム
- 登場作品：『ウルトラマントリガー NEW GENERATION TIGA』
- 使用武器・道具：ダガーヒュドラム
- 必殺技（得意技）：ヒュドラスト、ヒュドエルボー

闇黒勇士 トリガーダーク
- 人間体：イグニス
- 登場作品：『ウルトラマントリガー NEW GENERATION TIGA』
- 必殺技（得意技）：ダークゼペリオン光線、ザイゴーグソードフィニッシュ
- 使用武器・道具：サークルアームズ マルチソード（トリガーのものを強奪）
- 変身器具：ブラックスパークレンス+トリガーダークキー（イグニスが変身する際に使用する）

イーヴィルトリガー
- 人間体：ザビル（偽名：トキオカ リュウイチ）
- 登場作品：『ウルトラマントリガー エピソードZ』
- 必殺技（得意技）：イーヴィルシュート、イーヴィルスラッシュ、イーヴィルシールド、イーヴィルジャイガンザー
- 変身器具：エンシェントスパークレンス

闇戦士 ギルアーク
- 人間体：石堂シュウ（レポ星人に洗脳された状態）
- 登場作品：『ウルトラマンアーク THE MOVIE 超次元大決戦!光と闇のアーク』
- 必殺技（得意技）：ギルアークファイナライズ、ギルアークテラショット、ギルアークギガバリヤー、ギルアークエクサスラッシュ、ギャラクシーアーマー、ギルギャラクサーファイナライズ
- 変身器具：アークアライザー（レポ星人が飛世ユウマから強奪したもの）+ギルアークキューブ

アブソリュートダイナ
- 人間体：平行世界のアスカ・シン
- 登場作品：『TDG THE LIVE ウルトラマンダイナ編 in 博品館劇場』
- 必殺技（得意技）：ソルジェント光線

アブソリュートタルタロスが平行世界のダイナにアブソリュート粒子を投入した存在。
ウルトラキラー
- 登場作品：ゲーム『コンパチヒーローシリーズ』

ウルトラマンのライバルとして生まれたオリジナルキャラクター。『ガイアセイバー ヒーロー最大の作戦』ではゾフィーが改造され、敵となった姿。
暴走ゾフィー
- 登場作品：ゲーム『ウルトラマン Fighting Evolution 0』

隠しストーリーに登場する、ヤプールにさらわれたゾフィーが洗脳された姿。ヤプールの最強の切り札とされM78光線を連続で発射できるなどプレイヤーを圧倒する。同じくヤプールに暴走させられた暴走ババルウ星人、暴走バルタン星人、超テンペラー星人と同じように、目とカラータイマーが水色、紫、黄緑に輝いている。
サンダーアロー
- 登場作品：漫画『ウルトラマン80』小学四年生版（単行本『ウルトラ兄弟物語』収録）

5万年前、反逆罪でウルトラの国から追放されてブラックホールへ落とされたが、抜け出して怪獣軍団を率い、ウルトラ族へ復讐しようとした。
ウルトラマンG（ゴーデス）/仮面騎士
- 登場作品：漫画『ウルトラマン超闘士激伝』

ゴーデスハンターであるウルトラマンG（グレート）がゴーデスに戦いを挑んだ際、ゴーデスに身体を乗っ取られた姿。鎧で身を隠し、ウルトラ戦士として仮面騎士の姿で第3回銀河最強武闘会に参加するが、正体が露呈した際にはウルトラマンゴーデスと名乗った。必殺技は暗黒バーニング・プラズマ。
暗黒闘士ウルトラセブン21
- 登場作品：漫画『ウルトラマン超闘士激伝』

暗黒司祭ジェロニモンと共謀した闘士ブラック指令に罠にはめられ、付けた相手を自在に操る力を持つデストホーンを頭にはめられたセブン21。デストホーンの暗黒エネルギーで威力が強化されたウルトラキーを連続発射することが可能。
改造光の戦士
- 登場作品：漫画『ウルトラマンSTORY 0』

宇宙忍者バルタン星人に改造された光の国の戦士たち。

### 敵の変身
詳細については、該当する宇宙人の記事を参照。
| 変身時の名称                           | 主な必殺技                             | 登場作品 | 備考         |
| -------------------------------------- | -------------------------------------- | --- | ------------ |
| ザラブ星人の変身                       | ザラブ星人の変身                       | ザラブ星人の変身 | [ 注釈 94 ]  |
| にせウルトラマン                       |                                        | 『ウルトラマン』『ウルトラギャラクシー大怪獣バトル NEVER ENDING ODYSSEY』『大怪獣バトル ウルトラ銀河伝説 THE MOVIE』『ウルトラマングラフィティ おいでよ!ウルトラの国』 |              |
| ニセウルトラマンメビウス               |                                        | 『ウルトラマンメビウス&ウルトラ兄弟』 |              |
| にせゾフィー                           |                                        | 漫画『ウルトラマンSTORY 0』 |              |
| ババルウ星人の変身                     |                                        | |              |
| にせアストラ                           | ウルトラキー（武器）                   | 『ウルトラマンレオ』 |              |
| にせウルトラマンエース                 |                                        | 漫画『ウルトラマンレオ』小学二年生連載版 |              |
| にせゾフィー                           |                                        | ゲーム『ウルトラマン Fighting Evolution 0』 |              |
| にせウルトラセブン                     |                                        | ゲーム『ウルトラマン Fighting Evolution 0』 |              |
| にせウルトラマンエース                 |                                        | ゲーム『ウルトラマン Fighting Evolution 0』 |              |
| にせウルトラマンタロウ                 |                                        | ゲーム『ウルトラマン Fighting Evolution 0』 |              |
| ニセウルトラマンメビウス               |                                        | 『ウルトラマンメビウス』 |              |
| ニセハンターナイトツルギ               |                                        | 『ウルトラマンメビウス』 |              |
| にせウルトラマンオーブ                 |                                        | 『ウルトラマンオーブ』 |              |
| にせウルトラマンナイス                 |                                        | 『ウルトラヒーローバトル劇場 第7弾』 |              |
| ウルトラマン邪ナイス                   |                                        | 『ウルトラヒーローバトル劇場 第7弾』 | [ 注釈 95 ]  |
| ニセウルトラマンレオ                   |                                        | 『ウルトラヒーローバトル劇場 第16弾』 |              |
| ニセウルトラマンゼロ                   |                                        | 『ウルトラマンゼロ&ウルトラヒーロー 超決戦DVD』 |              |
| にせウルトラの父                       |                                        | 漫画『ウルトラマンSTORY 0』 |              |
| グレゴール人の変身                     | グレゴール人の変身                     | グレゴール人の変身 | [ 注釈 96 ]  |
| ニセウルトラマンダイナ                 |                                        | 『ウルトラマンダイナ』 |              |
| ミーモスの変身                         |                                        | |              |
| ニセウルトラマンガイア                 |                                        | 『ウルトラマンガイア』 |              |
| アルギュロスの変身                     |                                        | |              |
| ニセウルトラマンアグル                 |                                        | 『ウルトラマンガイア』 | [ 注釈 97 ]  |
| ニセウルトラマン80                     |                                        | 『ウルトラマンボーイのウルころ』 | [ 注釈 98 ]  |
| ニセゾフィー                           |                                        | 『ウルトラマンボーイのウルころ』 |              |
| ゲルワームの変身                       | ゲルワームの変身                       | ゲルワームの変身 | [ 注釈 99 ]  |
| ニセウルトラマンコスモス               |                                        | 『ウルトラマンコスモス』 |              |
| ヒッポリト星人・地獄のジャタールの変身 | ヒッポリト星人・地獄のジャタールの変身 | ヒッポリト星人・地獄のジャタールの変身 | [ 注釈 100 ] |
| にせウルトラの母                       |                                        | 『ウルトラゼロファイト 第2部「輝きのゼロ」』（『ウルトラマン列伝』）                                                                                                   |              |
| 外星人ザラブの変身                     |                                        | |              |
| にせウルトラマン                       |                                        | 『シン・ウルトラマン』 |              |
| アンチラ星人の変身                     |                                        | |              |
| ニセ闘士ウルトラマンジャック           |                                        | 漫画『ウルトラマン超闘士激伝』 | [ 注釈 101 ] |
| カーン星人の変身                       |                                        | |              |
| にせウルトラマンレオ                   |                                        | 漫画『ウルトラマンメビウス外伝 超銀河大戦』 |              |
| アトランタ星人の変身                   |                                        | |              |
| にせウルトラマン80                     |                                        | 漫画『ウルトラマンメビウス外伝 超銀河大戦』 |              |
| ゴラス星人の変身                       |                                        | |              |
| にせウルトラマンタロウ                 |                                        | 漫画『決闘タロウvsタロウ』 |              |

### カオスヘッダー / カオスロイド
カオスヘッダーを参照。
| 名称                                              | 主な必殺技                                                     | 備考         |
| ------------------------------------------------- | -------------------------------------------------------------- | ------------ |
| 『ウルトラマンコスモス』                          |                                                                |              |
| カオスウルトラマン                                | ダーキングショット インベーディングウェーブ ダークネスウィール |              |
| カオスウルトラマンカラミティ                      | ブレイキングスマッシュ カラミュームショット カラミティブレード | [ 注釈 102 ] |
| ゲーム『ウルトラマン Fighting Evolution Rebirth』 |                                                                |              |
| カオスロイドU                                     | カオススラッシュ カオススペシウム光線                          |              |
| カオスロイドS                                     | カオスラッガー ウルトラキー（武器）                            |              |
| カオスロイドT                                     | カオスダイナマイト カオスストリウム光線                        |              |

### テラノイド / ゼルガノイド
テラノイド
- 登場作品：『ウルトラマンダイナ』

TPCのゴンドウ・キハチ参謀の指揮によりダイナのストロングタイプをモデルに製作された人造ウルトラマン。ティガの地の巨人像の残骸である「アーク」と称される砂塵を分析して作られた。劇中、テラノイドという呼称で呼ばれることはなく「人造ウルトラマン」、「人類最強の防衛兵器ウルトラマン」などと呼ばれていた。アスカ・シンより変身エネルギーを奪って巨人像に照射することで誕生する。
ゼルガノイド
- 登場作品：『ウルトラマンダイナ』

テラノイドがスフィアに取り込まれて怪獣化した姿。ソルジェント光線、ビームスライサーに加えフラッシュサイクラーも使用可能。

### 闇の巨人ウルティノイド
ダークザギ
- 登場作品：『ウルトラマンネクサス』（『ウルトラマンノア』で先行登場）
- 出身：不詳（M80蠍座球状星団）
- 変身器具：なし
- 必殺技（得意技）：ライトニング・ザギ、グラビティ・ザギ、ダークフィールドG、ザギ・ザ・ファイナル
- 人間体（暗黒適能者）：石堀 光彦（本名：山岡 一）
- 人間体：ザギ（DARKNESS HEELS）

仮に“来訪者”と呼ばれる異星人がウルトラマンノアをモデルに作った人造超人ウルティノイドが自我を持って暴走したもの。別名『暗黒破壊神』。かつて、ノアに敗れ肉体を失ったため地球に降り立ち来訪者研究チームの一員である山岡一の体を乗っ取り、復活のために暗躍する。なお、初期の設定では「デュナミストが闇に堕ちた姿」であり、いわばティガダーク、あるいはイーヴィルティガのようなウルトラマンノアの暗黒面のような存在であり、黒幕ではなかった。
ダークファウスト
- 登場作品：『ウルトラマンネクサス』
- 出身：地球
- 変身器具：なし
- 必殺技（得意技）：ダークレイ・ジャビローム、ダーククラスター、ダークフィールド
- 人間体（暗黒適能者）：斎田 リコ、鬱鬱（小説版）

石堀光彦がザギへの完全覚醒を遂げるための道具として作り出した一人目の暗黒戦士。別名『赤き死の巨人』。二本の角と尖った足先が特徴。
ダークメフィスト
- 登場作品：『ウルトラマンネクサス』
- 出身：地球
- 変身器具：ダークエボルバー
- 使用武器・道具：メフィストクロー
- 必殺技（得意技）：ダークレイ・シュトローム、ダークシフトウェーブ（ダークフィールド）、メフィストショット
- 人間体（暗黒適能者）：溝呂木 眞也、躁躁（小説版）

石堀光彦がザギへの完全覚醒を遂げるための道具として作り出した2人目の暗黒戦士。別名は黒い悪魔。終盤では溝呂木眞也が闇の力ではなく光の力で変身した、「もう一人のウルトラマン」とでもいうべきダークメフィストが登場する。
ダークメフィストツヴァイ
- 登場作品：『ウルトラマンネクサス』
- 出身：地球
- 変身器具：ダークエボルバー
- 使用武器・道具：メフィストクロー
- 必殺技（得意技）：ダークファランクス、バーストクラスター、メフィストショット
- 人間体（暗黒適能者）：三沢 広之

石堀光彦がザギへの完全覚醒を遂げるための道具として作り出した三人目の暗黒戦士。別名『黒い悪魔』。上記のダークメフィストと同じ姿をしているが、感情が高ぶると目が赤く発光する。
ダークルシフェル
- 登場作品：『ウルトラマンネクサス』DVD-BOX付属小説『再臨 -ドリームス-』
- 出身：不詳（宇宙）
- 変身器具：メモレイサー（厳密にはそこに闇を貯め込んでいただけ）
- 必殺技（得意技）:不明
- 人間体（暗黒適能者）：黒服の男

当初、石堀光彦の正体として黒幕を予定されていた存在。放送短縮に伴い設定が変更され、ダークザギにその座を明け渡すが、後にDVD-BOX付属冊子に掲載された小説『再臨 -ドリームス-』にて登場する。「背に突起物を生やした三面の悪のウルトラマン」という、極めて珍しい外見を持っている。また、『ウルトラマンサーガ』では企画当初ラスボスとしての登場を考えられていたが、その案は廃案となっている。

### ロボット
詳細については、該当する宇宙人の記事を参照。
| 名称                                               | 主な必殺技 | 登場作品                                                                        | 備考         |
| -------------------------------------------------- | --- | ------------------------------------------------------------------------------- | ------------ |
| サロメ星人の制作したロボット                       | |                                                                                 |              |
| にせウルトラセブン（ニセウルトラセブン（SR））     | アイスラッガー エメリウム光線 ワイドショット | 『ウルトラセブン』、『ウルトラ銀河伝説外伝 ウルトラマンゼロVSダークロプスゼロ』 | [ 注釈 106 ] |
| 再生にせウルトラセブン                             | | ゲーム『PDウルトラマンバトルコレクション64』                                    |              |
| ニセウルトラマン（SR）                             | スペシウム光線 ウルトラスラッシュ ウルトラアタック光線                                                                                                  | 『ウルトラ銀河伝説外伝 ウルトラマンゼロVSダークロプスゼロ』                     |              |
| ニセゾフィー（SR）                                 | M87光線 Z光線 | 『ウルトラ銀河伝説外伝 ウルトラマンゼロVSダークロプスゼロ』                     |              |
| ニセウルトラマンジャック（SR）                     | スペシウム光線 シネラマショット ウルトラブレスレット（武器）                                                                                            | 『ウルトラ銀河伝説外伝 ウルトラマンゼロVSダークロプスゼロ』                     |              |
| ニセウルトラマンエース （ニセウルトラマンA）（SR） | メタリウム光線 ウルトラギロチン | 『ウルトラ銀河伝説外伝 ウルトラマンゼロVSダークロプスゼロ』                     |              |
| ニセウルトラマンレオ（SR）                         | レオキック シューティングビーム | 『ウルトラマンプレミア2011』                                                    |              |
| ヤプールの制作したロボット                         | |                                                                                 |              |
| エースロボット                                     | メタリウム光線 ウルトラギロチン | 『ウルトラマンA』                                                               | [ 注釈 107 ] |
| ギロ星人の制作したロボット                         | |                                                                                 |              |
| ウルトラマンX （にせウルトラマンジョーニアス）     | プラニウム光線 アストロビーム ロッキングスパーク | 『ザ☆ウルトラマン』                                                             |              |
| レディベンゼン星人が製作したロボット               | |                                                                                 |              |
| ウルトラマンシャドー                               | シャドリウム光線 マインドコントロールビーム（マイコンビーム）                                                                                           | 『ウルトラマンゼアス2 超人大戦・光と影』                                        |              |
| カイザーベリアルが製作したロボット                 | |                                                                                 |              |
| ダークロプスゼロ （テクターギアブラック）          | ダークロプスゼロスラッガー ダークロプスゼロショット ダークロプスゼロスラッシュ ダークロプスメイザー ディメンジョンストーム ダークロプスゼロチェンジャー | 『ウルトラ銀河伝説外伝 ウルトラマンゼロVSダークロプスゼロ』                     | [ 注釈 108 ] |
| ダークロプス                                       | ダークロプスゼロスラッガー ダークロプスゼロショット ダークロプスゼロスラッシュ                                                                          | 『ウルトラマンゼロ THE MOVIE 超決戦!ベリアル銀河帝国』                          | [ 注釈 109 ] |
| ザラブ星人が製作したロボット                       | |                                                                                 |              |
| メカゾフィー                                       | | 漫画『決戦!ウルトラ兄弟』                                                       |              |
| メフィラス星人が製作したロボット                   | |                                                                                 |              |
| 人造光の戦士                                       | | 漫画『ウルトラマンSTORY 0』                                                     |              |
| レイビーク星人が製作したロボット                   | |                                                                                 |              |
| ロボメビウス                                       | | 『ウルトラマンスタジアム作ろうウルトラマンメビウス』                            |              |

### スパークドールズ
ウルトラマンダーク（SD）
ウルトラセブンダーク（SD）
- 登場作品：『ウルトラマンギンガ』

変身器具：ダークダミースパーク＋スパークドールズ「ウルトラマン」または「ウルトラセブン」
人間体：石動 誠一郎
通常のウルトラマン（SD）とウルトラセブン（SD）が変身（ダークライブ）により変化した姿。それぞれウルトラマンとウルトラセブンと同じ必殺技（光線の色が異なる）を使用する。
ティガダーク（SD）
- 登場作品：『ウルトラマンギンガ』

ダークザギ（SD）
- 登場作品：『ウルトラマンギンガ 劇場スペシャル』

上記2体はダークスパークによって実体化（ダークライブ）したものであり、変身者は存在しない。ティガダーク（SD）のみ、通常のウルトラマンティガ（SD）が変化したものである。
カオスロイドU（バグレー）
カオスロイドS（バグレー）
イーヴィルティガ（バグレー）
カオスロイドT（バグレー）
カオスウルトラマン（バグレー）
- 登場作品：『ウルトラマンギンガ 劇場スペシャル ウルトラ怪獣☆ヒーロー大乱戦!』

ウルトライブシミュレーションのプログラムのバグによって出現した悪のウルトラ戦士たち。
ウルトラマンレオダーク
アストラダーク
- 登場作品：ウルトラマンレジェンドステージ2014

ナックル星人グレイがダークダミースパークの力で召喚した、暗黒のレオ兄弟。グレイ曰く、「テレビにも劇場スペシャルにも出てこなかった私のオリジナル」。本物のレオ兄弟と同等の能力を持ち、ゼロを苦しめた。本物と外見的差違はほとんど無いが、赤く光る目が唯一異なる。

### 特空機
特空機4号 ウルトロイドゼロ
- 出身：地球
- 登場作品：『ウルトラマンZ』、『ウルトラギャラクシーファイト 運命の衝突』
- 必殺技（得意技）：D4レイ、マグネリュームガトリング、マグネリュームブレード、マグネリュームシールド、マグネリュームスラッシャー、マグネリュームメーザー

操縦者：ナカジマ ヨウコ
セレブロに寄生されたクリヤマ サブローの主導で、地球防衛軍日本支部が製作した対怪獣用ロボット（対怪獣特殊空挺機甲）。人造ウルトラマンに等しい存在であるが、テラノイドと同様、「悪のウルトラマン」や「偽物のウルトラマン」とは呼べない部分もある。ベリアルメダルをはじめとする大量の怪獣メダルや世界中に眠る怪獣を吸収し、殲滅機甲獣デストルドスに変貌する。

### 幻影
幻影ウルトラマンアグル（テレビ版）
- 登場作品：『ウルトラマンガイア』

超空間波動怪獣クインメザードが作り出した実体を持つ幻影。外見はアグルV1と同一。
幻影ウルトラマンアグル（ゲーム版）
- 登場作品：ゲーム『ウルトラマン Fighting Evolution Rebirth』

ウルトラマンガイアに登場した幻影アグルとは別物で、四次元怪獣ブルトンが作り出したもの。こちらの幻影アグルはV1ではなくV2の姿であり、目の色が紫色になっている。
幻影ウルトラマンゼロ
- 登場作品：『ウルトラゼロファイト 第1部「新たなる力」』（ウルトラマン列伝）

触角宇宙人バット星人グラシエの配下・地獄の四獣士ガルベロスが作り出した幻影。ガルベロスに似た鳴き声を出す。ストロングコロナゼロ、ルナミラクルゼロの姿で2体出現した。
ダークメフィスト（エタルダミー）
ウルトラマンベリアル（エタルダミー）
- 登場作品：『劇場版 ウルトラマンギンガS 決戦!ウルトラ10勇士!!』

超時空魔神エタルガーが呼び出す実体のある幻覚。オリジナルに近い能力を持つ。

### 怨念
妄想ウルトラセブン
- 登場作品：『ウルトラマン80』

交通事故の被害者である田島直人少年の怨念がウルトラセブンのソフトビニール人形に乗り移って実体化した者。
『ウルトラスーパーファイト』ではウルトラマンに倒された怪獣の邪念で復活する。
セブンガイスト
- 登場作品：『ウルトラヒーローバトル劇場 第5弾』、『ウルトラヒーローバトル劇場 第10弾』、『ウルトラヒーローバトル劇場 第12弾』

銀座博品館のライブステージ『ウルトラヒーローバトル劇場』に登場。黒い全身のうち、ラインや目、ビームランプが赤色になっているなど、ウルトラセブンに酷似した戦士。セブンによって倒された怪獣の怨念が凝縮して現れた姿、またはセブンのデータを解析して造られたと言われている。『ウルトラヒーローバトル劇場 第14弾』には、身体の左半分が通常のセブンと同じ色をしたセブンガイスト（ハーフボディ）も登場する。
ウルトラマンガイスト
- 登場作品：『ウルトラヒーローバトル劇場 第12弾』

初代ウルトラマンに酷似した黒いウルトラ戦士。こちらもセブンガイストと同様のカラーリングとなっている。

ウルトラダークキラー
- 登場作品：『CRぱちんこウルトラマンタロウ〜戦え！！ウルトラ6兄弟〜』、『ぱちんこウルトラマンタロウ 暗黒の逆襲』、『ぱちんこウルトラバトル烈伝 戦えゼロ！若き最強戦士』、『ウルトラギャラクシーファイト ニュージェネレーションヒーローズ』

ウルトラ兄弟に倒された怪獣や宇宙人たちの怨念が生み出した闇の超人。タロウの宿敵であり、闇の力「キラープラズマ」を用いて地球を暗黒に閉ざそうと目論む。
「カラータイマー」、「アイスラッガー」、「ウルトラホーン」、「プロテクター」などウルトラ兄弟のそれぞれの身体的特徴を取り入れたようなデザインをしており、それが肥大化して歪んだ外骨格として暗黒の身体を内包している。カラータイマーと額のビームランプの色は紫。アイスラッガーは両腕に2本装着されており、形状もオーラの色（青と赤）も左右で異なっている。
ウルトラ兄弟の持つ技を自らも身に付けており、「ダークキラーシュート」、「デススラッガー」、「キラークラスター」、「ダークキラーダイナマイト」といった必殺技を持っている。
何度倒しても蘇る凄まじい再生能力などウルトラマンを超える能力を誇るが、ウルトラ5兄弟と合身したタロウの「ウルトラダイナマイト」に敗れた。その時はタロウに攻撃して抵抗するも、「自らの身を犠牲にして戦うタロウを前に、新たな感情が芽生えるのを感じた」と憎しみ以外の感情を知ったように、死に際に赤い目が青色に変化した。
『戦え！！ウルトラ6兄弟』には描かれていないが、『暗黒の逆襲』ではウルトラ兄弟との戦いによって強化された怨念の力で「ウルトラダークキラーブラザーズ」を生み出した。『ぱちんこウルトラバトル烈伝 戦えゼロ！若き最強戦士』にて復活を遂げ、異次元空間にてウルトラマンゼロを待ち構えている。なお、この作品では後述の強化形態もみせている。
『ウルトラギャラクシーファイト』においても怨念が集合して生まれた闇の巨人であり、かつてウルトラ5兄弟の力を受けたタロウの「スーパーウルトラダイナマイト」によって倒されたが、復活してニュージェネレーションヒーローズやウルトラマンゼロから光のエネルギーを奪い、キラープラズマと融合させて闇の巨人「ダークネス」を生み出した。
ダークキラーマイト
- 登場作品：『ぱちんこウルトラバトル烈伝 戦えゼロ！若き最強戦士』

ウルトラダークキラーの第二形態で、パワータイプの形態。全身が赤く染まっており、筋肉質で大型化しているのが特徴。肉体を生かした技の他、右腕から赤い破壊光線を発射する。シャドーと共に2体同時に登場する。
ダークキラーシャドー
- 登場作品：『ぱちんこウルトラバトル烈伝 戦えゼロ！若き最強戦士』

ウルトラダークキラーの第二形態で、スピードタイプの形態。ダークキラーマイトとは打って変わって全身が銀色で体型は細身。スピード技を多用してゼロを翻弄する。マイトと共に2体同時に登場する。
ダークキラーデルタ
- 登場作品：『ぱちんこウルトラバトル烈伝 戦えゼロ！若き最強戦士』

ウルトラダークキラーの最終形態。金色に輝く目やカラータイマーを持つ。マイトよりも大型化しており、アーマー状の外骨格、背に羽のような「アイスラッガー」を無数に持つ。戦闘能力も格段に向上しており、手から光球を放つ、バリアで攻撃を防ぐ、ゼロのエメリウムスラッシュを弾く、ゼロスラッガーアタックを両手で打ち破る、カラータイマーからファイナルウルティメイトゼロと同威力の光線を発射するといった能力を有する。
ウルトラダークキラーブラザーズ
- 登場作品：『ぱちんこウルトラマンタロウ 暗黒の逆襲』

ウルトラダークキラーが自らの身体から怨念の力で分裂させた5つの「キラープラズマ」からウルトラ5兄弟を模して生み出した、闇の超人。
ウルトラ兄弟のボディの赤色にあたる部分が黒く染まり、目やカラータイマーなどの発光器官は赤く輝いている。さらに、全身に邪悪なオーラをまとっているのが特徴。
ダークキラーゾフィー
ゾフィーの姿をした闇の超人。必殺技は「キラープラズマM87ショット」。
ダークキラーファースト
ウルトラマンの姿をした闇の超人。必殺技は「キラープラズマスペシウム」、「キラープラズマスラッシュ」。
ダークキラーセブン
ウルトラセブンの姿をした闇の超人。必殺技は「キラープラズマエメリウム」、「キラープラズマスラッガー」。
ダークキラージャック
ウルトラマンジャックの姿をした闇の超人。必殺技は「キラープラズマスペシウム」、「キラープラズマブレス」。
ダークキラーエース
ウルトラマンエースの姿をした闇の超人。必殺技は「キラープラズマメタリウム」、「キラープラズマプラズアロー」。
ダークネス
- 登場作品：『ウルトラギャラクシーファイト ニュージェネレーションヒーローズ』

ウルトラダークキラーがニュージェネレーションヒーローズやウルトラマンゼロから奪った光のエネルギーをキラープラズマと融合させて生み出した、闇の巨人。
ウルトラマンジードダークネス
ウルトラマンエックスダークネス
ウルトラマンエックスダークネス ダークネスゴモラアーマー
ウルトラマンオーブダークネス
ウルトラマンゼロダークネス
ウルトラウーマングリージョダークネス
- 登場作品：『ウルトラヒーローズEXPO2021 ニューイヤーフェスティバル』『ウルトラギャラクシーファイト 運命の衝突』

ウルトラウーマングリージョの姿をした闇の巨人。必殺技は「ダークグリージョショット」。
『ウルトラギャラクシーファイト 運命の衝突』ではグリージョダークネスという名称に変更となっている。
カイザージードダークネス
- 登場作品：『ウルトラヒーローズEXPO THE LIVE ウルトラマンZ』

ジードの光のベリアル細胞とデビルスプリンターで誕生した闇の巨人。

### 偽者
あくまでもまがい物やそれに近い存在であり、厳密にはウルトラマンではない。
霊体ウルトラマンアグル
- 登場作品：『ウルトラマンボーイのウルころ』

凶悪宇宙人ザラブ星人が催眠術で作り出した。外見はアグルと同一。
アーデス
- 登場作品：ゲーム『PDウルトラマンバトルコレクション64』

最初は惑星バーンを侵略するが最後に改心する。
アーバス
- 登場作品：ゲーム『PDウルトラマンバトルコレクション64』

アーデントの兄。
アーデント
- 登場作品：ゲーム『PDウルトラマンバトルコレクション64』

上記の二人の弟で兄たちを止めてほしいとプレイヤーとウルトラの父に依頼する。
ウルトラキング
- 登場作品：漫画『かがやけウルトラの星』

作者は内山まもる。正体はメフィラス星人。
ウルトラ・シャドウ
- 登場作品：漫画『ウルトラ戦士最後の決戦』

作者は制野秀一。影のウルトラ戦士たち。
W87星人
- 登場作品：漫画『ウルトラ兄弟物語』

M78星のウルトラ族そっくりの姿をした宇宙人。
ダーク・ゴッド
- 登場作品：漫画『決戦!ウルトラ兄弟』

ウルトラセブンを初めとしたウルトラマンを恨み、宇宙を支配しようとした。常に鎧をまとっているがウルトラ兄弟の攻撃でマスクが外れた際、ウルトラセブンに酷似した素顔が現れたが正体は謎。
イーヴィルウルトラマングレート（ブルーウルトラマン）
- 登場作品：漫画『Nemesis Comics』

94年に発行されたウルトラマングレートのアメコミ『Nemesis Comics』に登場したウルトラマン。邪悪生命体ゴーデスがゴーデス細胞と悪人の心を反応させて生み出した悪のウルトラマンで、体のラインはグレートのそれと同じだが青色になっており、カラータイマーも付いていない。
ウルトラマンジード
- 登場作品：『ウルトラマンジード』

伏井出ケイ（ストルム星人）が、ウルトラマンベリアルの遺伝子を元に作り出した生命体。ウルトラマンの模造品であり、ウルトラカプセルを2つ使用することでウルトラマンの姿に変身できる。
模造品と呼ばれてはいるが、肉体的には完全なウルトラ族であり、厳密には偽物ではなく「人造ウルトラマン」というべき存在。

## ウルトラマンと類似した存在、戦士
ウルトラマンとは違う存在ながら、同様の能力などを持って仲間や味方になり、もしくは敵として戦う戦士たち。
レイモン
- 登場作品：『ウルトラギャラクシー大怪獣バトル』、『ウルトラギャラクシー大怪獣バトル NEVER ENDING ODYSSEY』、『大怪獣バトル ウルトラ銀河伝説 THE MOVIE』、『ウルトラ銀河伝説外伝 ウルトラマンゼロVSダークロプスゼロ』、『ウルトラマンゼロ外伝 キラー ザ ビートスター』
- 出身：地球

使用武器・道具：バトルナイザー→ネオバトルナイザー、アイスラッガー（ウルトラセブンから借用）
変身器具：なし
人間体：レイ、別次元のレイ
形態：レイモン （バーストモード）
必殺技（得意技）：トドメだ！ゴモラ、今だ！リトラ、行け！ミクラス、超振動メビュームシュート（ウルトラマンメビウスとの合体技）、バーストレイモンスロード（バーストモード時） （アーケードゲーム版のみ）
レイブラッド星人が自ら後継者とすべく作り出したレイオニクスで、レイブラッド星人の遺伝子情報（血液）を持つ地球人。巨大化はできないが、等身大の戦闘は可能。古代怪獣ゴモラと原始怪鳥リトラ（S）（ファイヤーリトラに進化）、宇宙怪獣エレキングをバトルナイザーやネオバトルナイザーを使用して怪獣カードで召喚し、巨大化できない自分の代わりに戦わせる。怒りで暴走するとレイブラッド星人の闘争本能でレイモン （バーストモード）に変わり、敵味方関係なく襲い掛かる欠点がある。この時、ゴモラはEXゴモラにパワーアップする。
戦神（いくさがみ）
- 登場作品：『ウルトラマンオーブ THE ORIGIN SAGA』、『ウルトラギャラクシーファイト 大いなる陰謀』
- 出身：王立惑星カノン

変身器具：なし
人間体：アマテ（ウルトラマンオーブ THE ORIGIN SAGA）、イザナ女王（ウルトラギャラクシーファイト 大いなる陰謀）
王立惑星カノンの女王に流れる王家の血を持つ者が、「大いなる樹木の聖霊よ。神秘なる命の源よ。今こそ目覚め、我が肉を食らい、我が血を飲み干し、我を、同化せしめよ！」の呪文で変身する巨人。額や腕から強力な光線を放ち、両腕の盾は刃を展開して投げつけることができる他、街全体を覆うほどのバリアを展開することができる。
無幻魔人ジャグラスジャグラー 魔人態
- 登場作品：『ウルトラマンオーブ』、『ウルトラマンオーブ THE ORIGIN SAGA』、『劇場版 ウルトラマンオーブ 絆の力、おかりします!』、『劇場版 ウルトラマンジード つなぐぜ! 願い!!』、『ウルトラマンZ』
- 出身：不明

使用武器・道具：蛇心剣、ダークリング、ダークゼットライザー
変身器具：なし
人間体：ジャグラスジャグラー（ヘビクラショウタ（蛇倉正太））
必殺技（得意技）：蛇心剣 抜刀斬、蛇心剣・新月斬波
クレナイガイの好敵手であるジャグラスジャグラーが力を求めたことで獲得した姿。道具（ダークリング、ダークゼットライザー）を使い怪獣に変身したりする。
魔人態へ変化後は巨大化能力を所持していたが、『ウルトラマンZ』の時点では本人曰く「昔はできたんだけどな」とのことから、巨大化能力は喪失した模様。
リリ・アーカイヴ（変身態）
- 登場作品：『DARKNESS HEELS -Lili-』
- 出身：惑星フース

変身器具：ブイレス
人間体：リリ・アーカイヴ
惑星フースの住民であるリリ・アーカイヴがブイレスで変身した姿。ブイレスでの変身可能時間は短く、本来なら巨人化したら寿命は大幅に削られてしまうが、母親のアーリ・アーカイヴがM78星雲・光の国のウルトラマンと一体化した際に残ったウルトラマン因子がリリに遺伝したため、削られることはない。

### ウルティメイトフォースゼロ
ウルトラマンゼロと共闘する宇宙警備隊の仲間たち。ミラーナイト、グレンファイヤーは人間体（変身前の姿）は登場せず、ジャンボット、ジャンナインはロボットのため人間体は存在しない。
ミラーナイト
- 登場作品：『ウルトラマンゼロ THE MOVIE 超決戦!ベリアル銀河帝国』、『ウルトラマンゼロ外伝 キラー ザ ビートスター』、『ウルトラゼロファイト』、『ウルトラマン列伝』、『新ウルトラマン列伝』
- 出身：鏡の星

必殺技（得意技）：ナイトムーバー、ミラーナイフ、シルバークロス、ディフェンスミラー、ミラーパンチ、ミラーキック、ミラーハレーション、ディフェンスミラーゼロ（ウルトラマンゼロとの合体技）
形態：ミラーナイト（レッドアイ）
二次元人の父とエスメラルダ人の母に生まれた鏡の星出身の鏡の騎士。惑星エスメラルダの王家の守護を使命とする。カイザーベリアルのベリアルウイルスによりベリアルの闇に冒された姿がミラーナイト（レッドアイ）。
原典は同じ円谷プロの特撮ヒーロー番組のキャラクター『ミラーマン』。
グレンファイヤー
- 登場作品：『ウルトラマンゼロ THE MOVIE 超決戦!ベリアル銀河帝国』、『ウルトラマンゼロ外伝 キラー ザ ビートスター』、『ウルトラゼロファイト』、『ウルトラマン列伝』、『新ウルトラマン列伝』
- 出身：炎の星

使用武器・道具：ファイヤースティック
必殺技（得意技）：グレンファイヤーパンチ、グレンファイヤーキック、グレンドライバー、グレンスパーク、ファイヤーフラッシュ、ファイヤーダッシュ
燃えるマグマの魂を持つ炎の戦士。炎の海賊の用心棒。
原典は同じ円谷プロの特撮ヒーロー番組のキャラクター『ファイヤーマン』。
ジャンボット
- 登場作品：『ウルトラマンゼロ THE MOVIE 超決戦!ベリアル銀河帝国』、『ウルトラマンゼロ外伝 キラー ザ ビートスター』、『ウルトラゼロファイト』、『ウルトラマン列伝』、『新ウルトラマン列伝』
- 出身：惑星エスメラルダ

操縦者：ナオ
搭乗者：エメラナ・ルルド・エスメラルダ、ラン、ナオなど
使用武器・道具：ジャンブレード、バトルアックス
必殺技（得意技）：ジャンミサイル、必殺風車、ビームエメラルド、ジャンナックル、ダブルジャンナックル（ジャンボットとの合体技）
形態：スターコルベット・ジャンバード
惑星エスメラルダに代々伝わる、伝説の宇宙船＝スターコルベット・ジャンバードが変形する巨大ロボットで、自称・鋼鉄の武人。超高性能な人工頭脳・「ジャン」を持ち、人間と会話が可能。エメラナ・ルルド・エスメラルダ姫を守護している。『ウルトラマンゼロ THE MOVIE』では、ランの弟、ナオの「ジャンファイト！」という叫びによって変形し、彼が操縦する。操縦者なしでも稼働できる。
原典は同じ円谷プロの特撮ヒーロー番組のキャラクター『ジャンボーグA』。
ジャンナイン（ジャンキラー）
- 登場作品：『ウルトラマンゼロ外伝 キラー ザ ビートスター』、『ウルトラゼロファイト』、『ウルトラマン列伝』、『新ウルトラマン列伝』、『ウルトラマンギンガ』
- 出身：ビートスター天球

操縦者・搭乗者：一条寺友也（『ウルトラマンギンガ』）
形態：ジャンスター（『ウルトラマンギンガ』）
必殺技（得意技）：ジャンバスター、ジャンフラッシャー、ジャンアタック、ジャンキャノン、ジャンサンダー、ジャンレザー、ジャンナックル、ジャンスターダスト、ダブルジャンナックル（ジャンボットとの合体技）
ビートスター天球がコピーしたジャンボットの人工知能や戦力・能力に、様々なロボットの特性を融合して生み出したロボット。異名は宇宙最強のロボットや究極のメカロボット。天球ガーディアンビートスターの命令で敵対するが、エメラナ姫、ウルティメイトフォースゼロ、レイ、ヒュウガ（日向浩）らの説得で後に味方になった。
『ウルトラマンギンガ』では、一条寺友也が専用アイテム・ガンパッドを使って操縦する。こちらでは空陸戦闘メカ・ジャンスターに変形できる。
原典は同じ円谷プロの特撮ヒーロー番組『ジャンボーグA』に登場するキャラクター・ジャンボーグ9。

### アブソリューティアン
M78星雲・光の国の侵略を目論む黄金の究極生命体たち。いずれも人間体（変身前の姿）は登場しない。
アブソリュートタルタロス
- 登場作品：『ウルトラギャラクシーファイト 大いなる陰謀』、『ウルトラマントリガー NEW GENERATION TIGA』、『ウルトラギャラクシーファイト 運命の衝突』、『ウルトラマンレグロス』

必殺技（得意技）：アブソリュートディストラクション
アブソリュートディアボロ
- 登場作品：『ウルトラマントリガー NEW GENERATION TIGA』、『ウルトラギャラクシーファイト 運命の衝突』、『ウルトラマンレグロス』

必殺技（得意技）：剛力破牛拳
ディアス
- 登場作品：『ウルトラマンレグロス』

マスターアルーデから剛力破牛拳を奪うために変装した姿。
アブソリュートティターン
- 登場作品：『ウルトラギャラクシーファイト 運命の衝突』

必殺技（得意技）：シックルソード
使用武器・道具：剣、頭部カッター

### 幻獣闘士
精霊・コスモビーストと契約することで、コスモ幻獣拳を振るう闘士たち。
マスターアルーデ
- 登場作品：『ウルトラギャラクシーファイト 運命の衝突』、『ウルトラマンレグロス』

必殺技（得意技）：剛力破牛拳
インストラクターフォロス
- 登場作品：『ウルトラマンレグロス』

必殺技（得意技）：電撃白虎拳
トゥバーン
- 登場作品：『ウルトラマンレグロス』

必殺技（得意技）：火炎赤龍拳
スピカ
- 登場作品：『ウルトラギャラクシーファイト 運命の衝突』、『ウルトラマンレグロス』

必殺技（得意技）：高速凍豹拳
アルビオ
- 登場作品：『ウルトラマンレグロス』

必殺技（得意技）：飛翔精鶴拳
ファルード
- 登場作品：『ウルトラマンレグロス』

必殺技（得意技）：幻影水蛇拳